# Географія Американських Віргінських Островів
Американські Віргінські Острови — північноамериканська країна, що знаходиться в групі Малих Антильських островів Карибського регіону . Загальна площа країни 1 910 км² (182-ге місце у світі), з яких на суходіл припадає 346 км², а на поверхню внутрішніх вод — 1 564 км². Площа країни більш ніж вдвічі більша за площу території Голосіївського району міста Києва. 

## Назва
Офіційна назва — Американські Віргінські Острови (англ. United States Virgin Islands, Virgin Islands; USVI). Назва країни походить від назви Віргінського архіпелагу. Христофор Колумб, відкривши ланцюг численних островів на північному сході Карибського моря 1493 року, назвав їх на честь Святої Урсули та її 11 тис. дів послідовниць (англ. vergini), що були замордовані під час повернення з паломництва до Риму. Скорочено Острови Дів (ісп. Islas de las Virgenes), або Віргіни. Колишня назва, до продажу Данією власної колонії США — Данська Вест-Індія.

## Географічне положення
Американські Віргінські Острови — північноамериканська острівна країна, що не має сухопутного державного кордону. Острови лежать в групі Навітряних островів Малих Антильських островів на схід від американського острова Пуерто-Рико. Острови на півдні омиваються водами Карибського моря, на півночі — водами Атлантичного океану. Загальна довжина морського узбережжя 188 км.

Морські кордони країн Карибського регіону
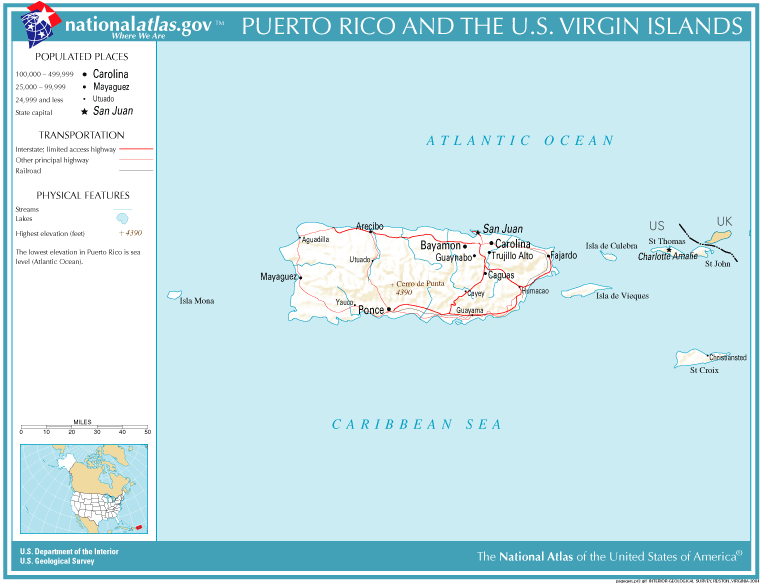
Пуерто-Рико і Американські Віргінські Острови

Згідно з Конвенцією Організації Об'єднаних Націй з морського права (UNCLOS) 1982 року, протяжність територіальних вод країни встановлено в 12 морських миль (22,2 км). Виключна економічна зона встановлена на відстань 200 морських миль (370,4 км) від узбережжя.

### Час
Час у Американських Віргінських Островах: UTC-4 (-6 годин різниці часу з Києвом).

## Геологія

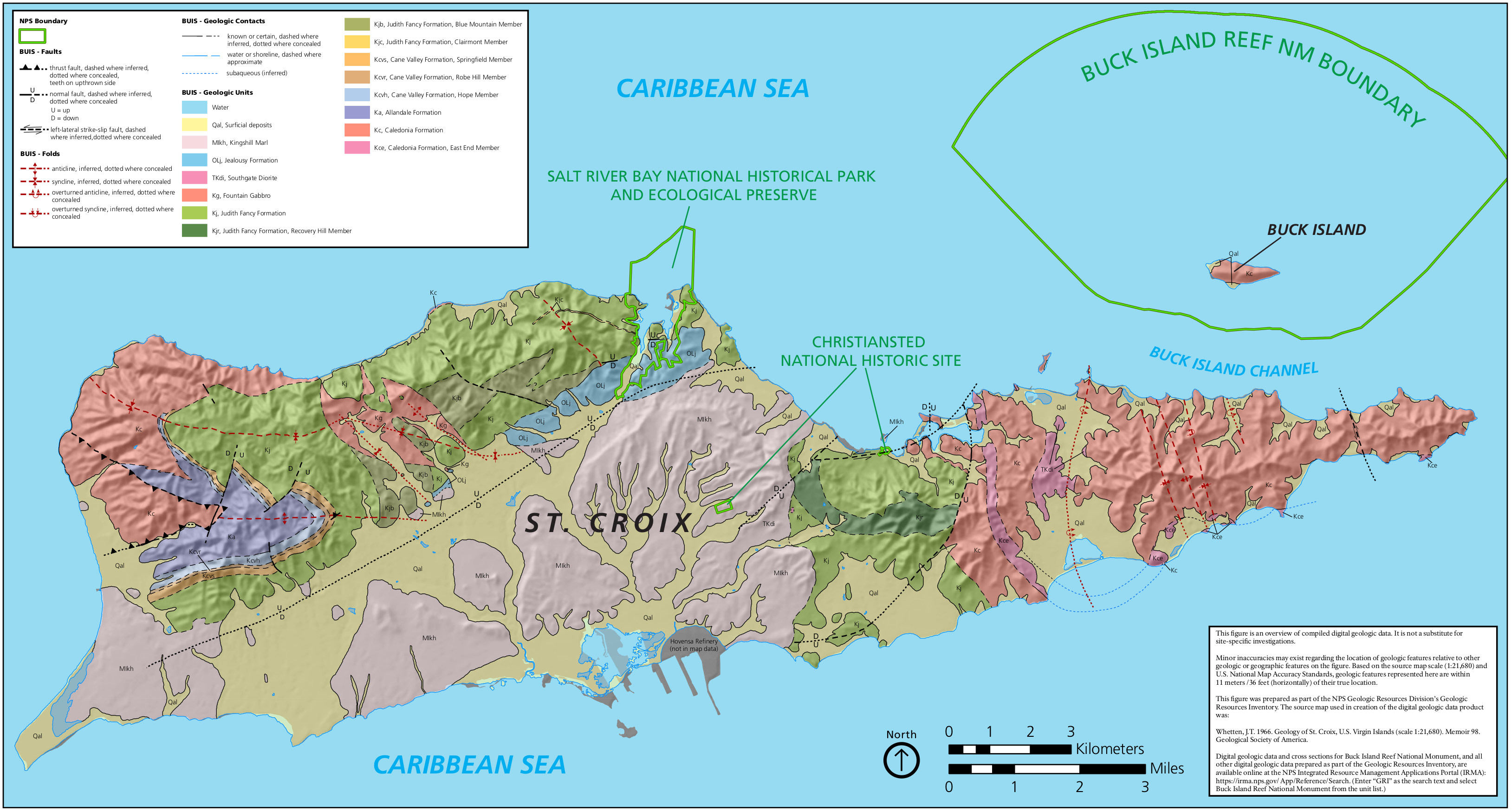
Геологічна карта острова Санта-Крус
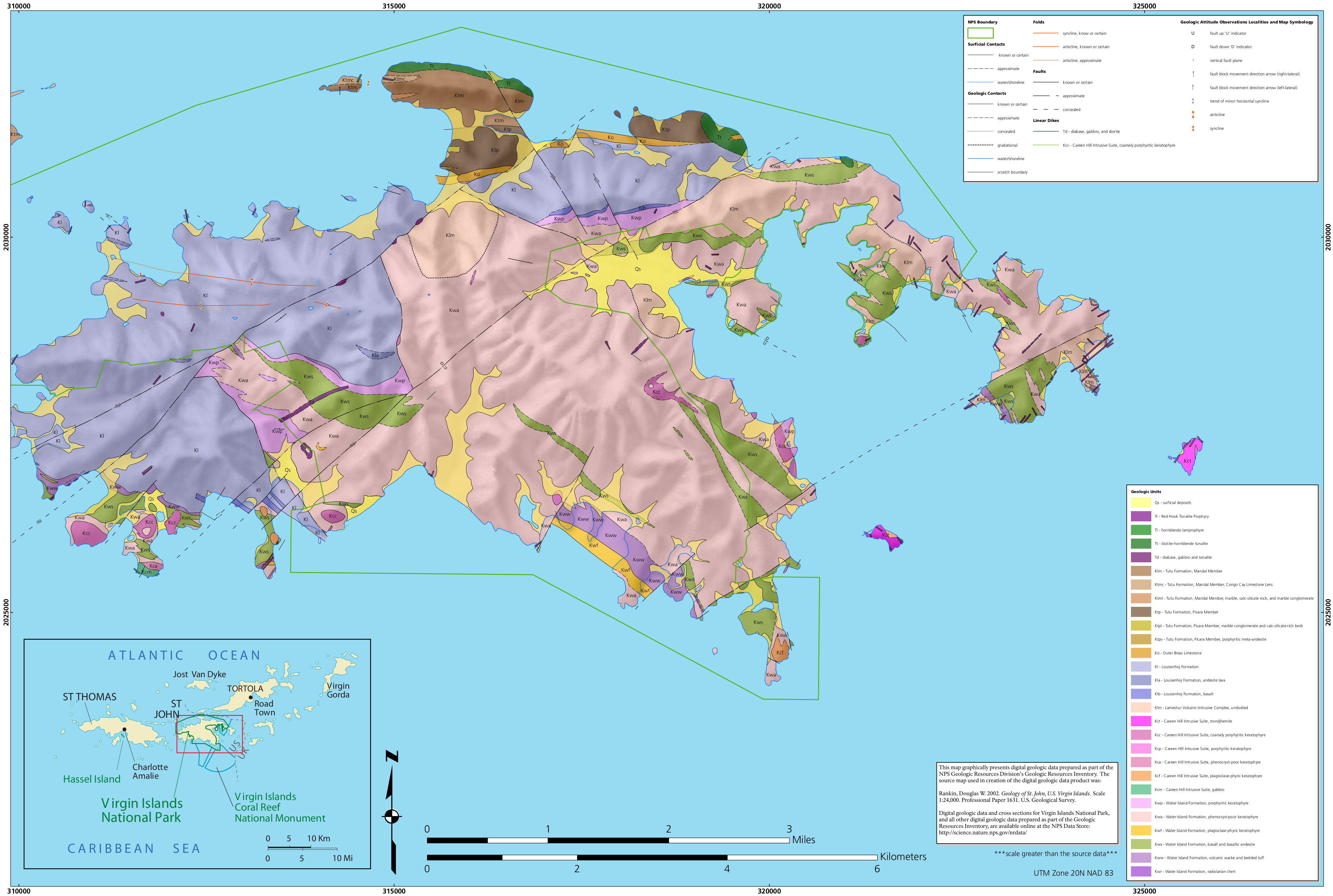
Геологічна карта острова Сент-Джон

### Корисні копалини
Надра Американських Віргінських Островів багаті на ряд корисних копалин: пісок.

## Рельєф
Середні висоти — дані відсутні; найнижча точка — рівень вод Карибського моря (0 м); найвища точка — гора Кроун-Маунтін (474 м).

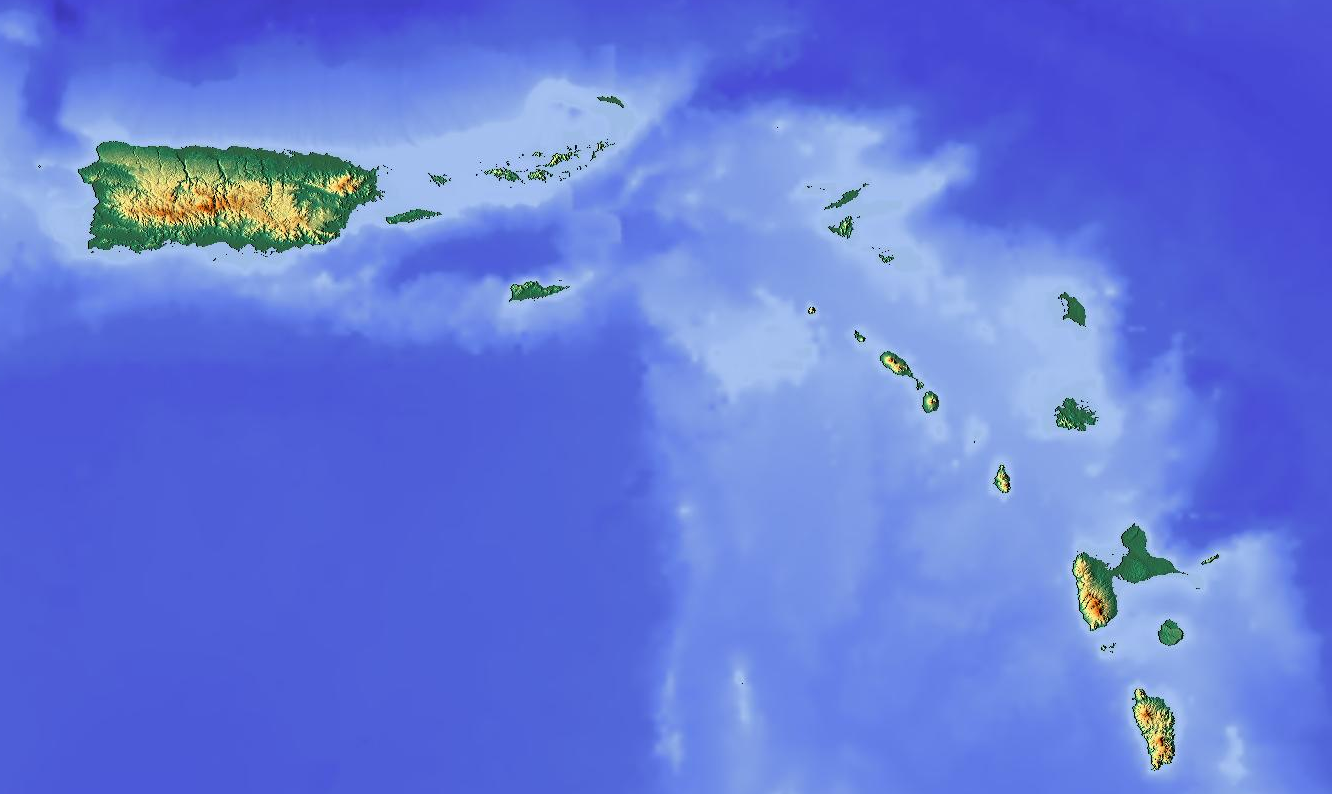
Карта рельєфу Малих Антильских островів і Пуерто-Рико
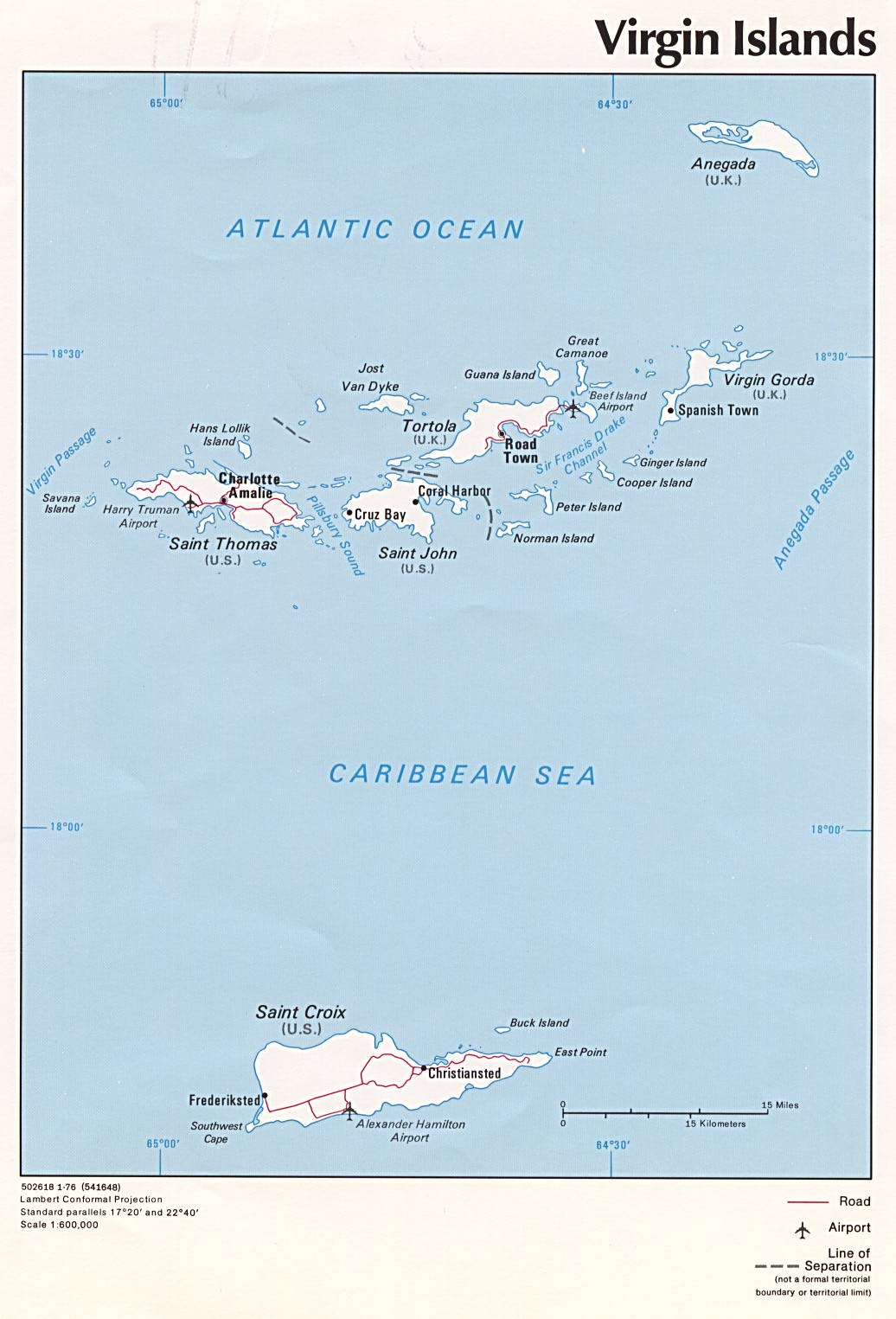
Карта Віргінських Островів (англ.)
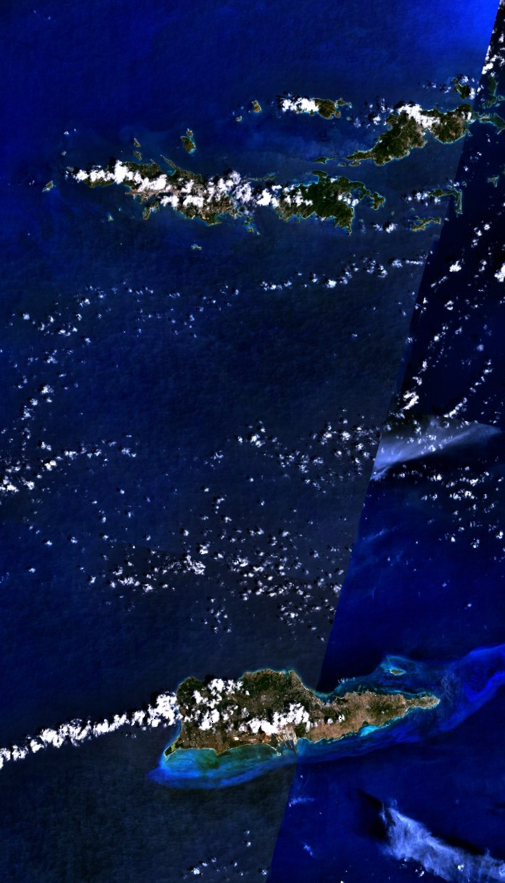
Супутниковий знімок поверхні країни
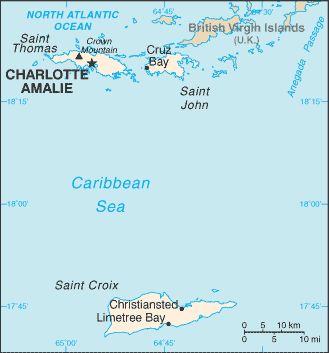
Карта країни (англ.)

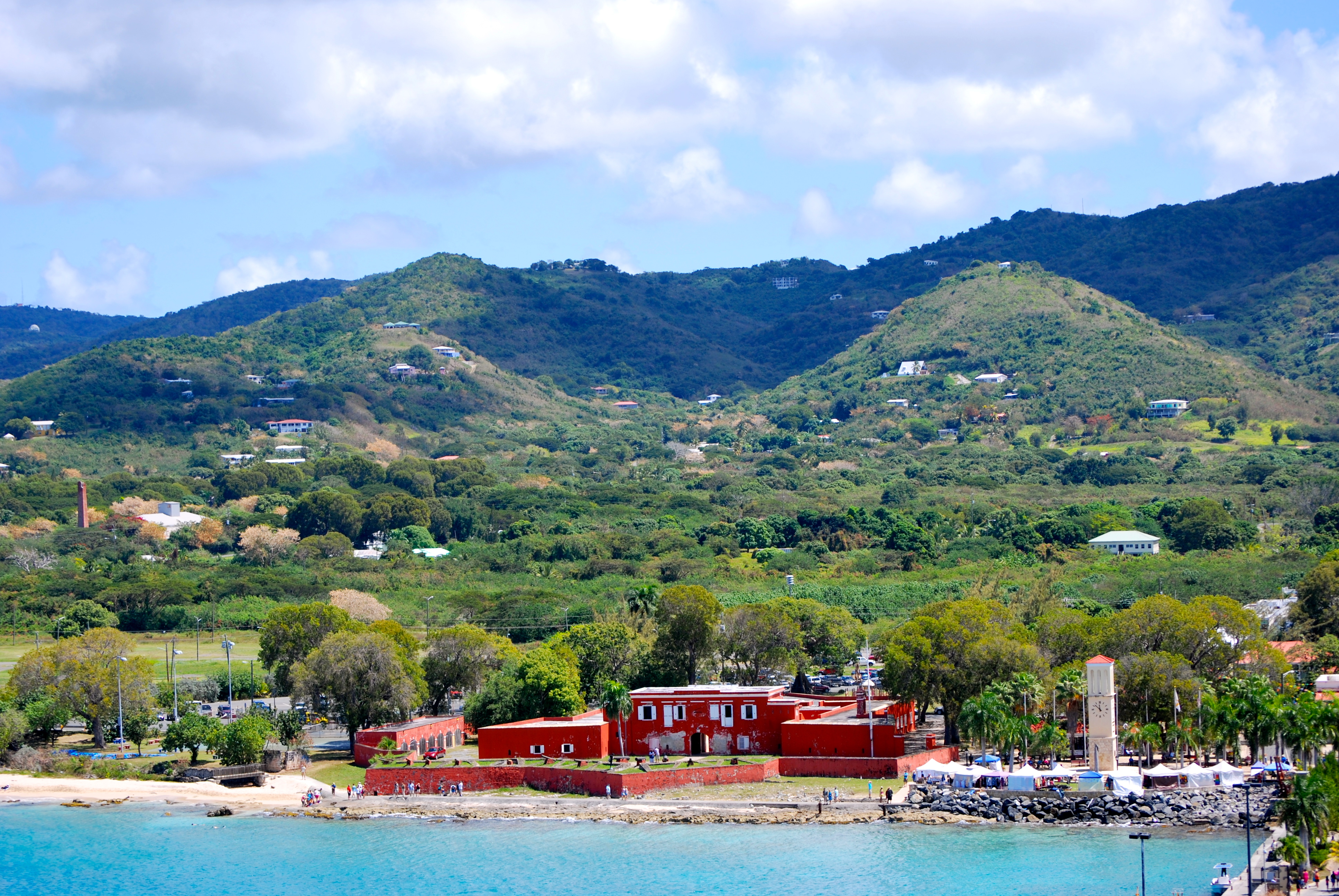
Пагорби острова Санта-Крус
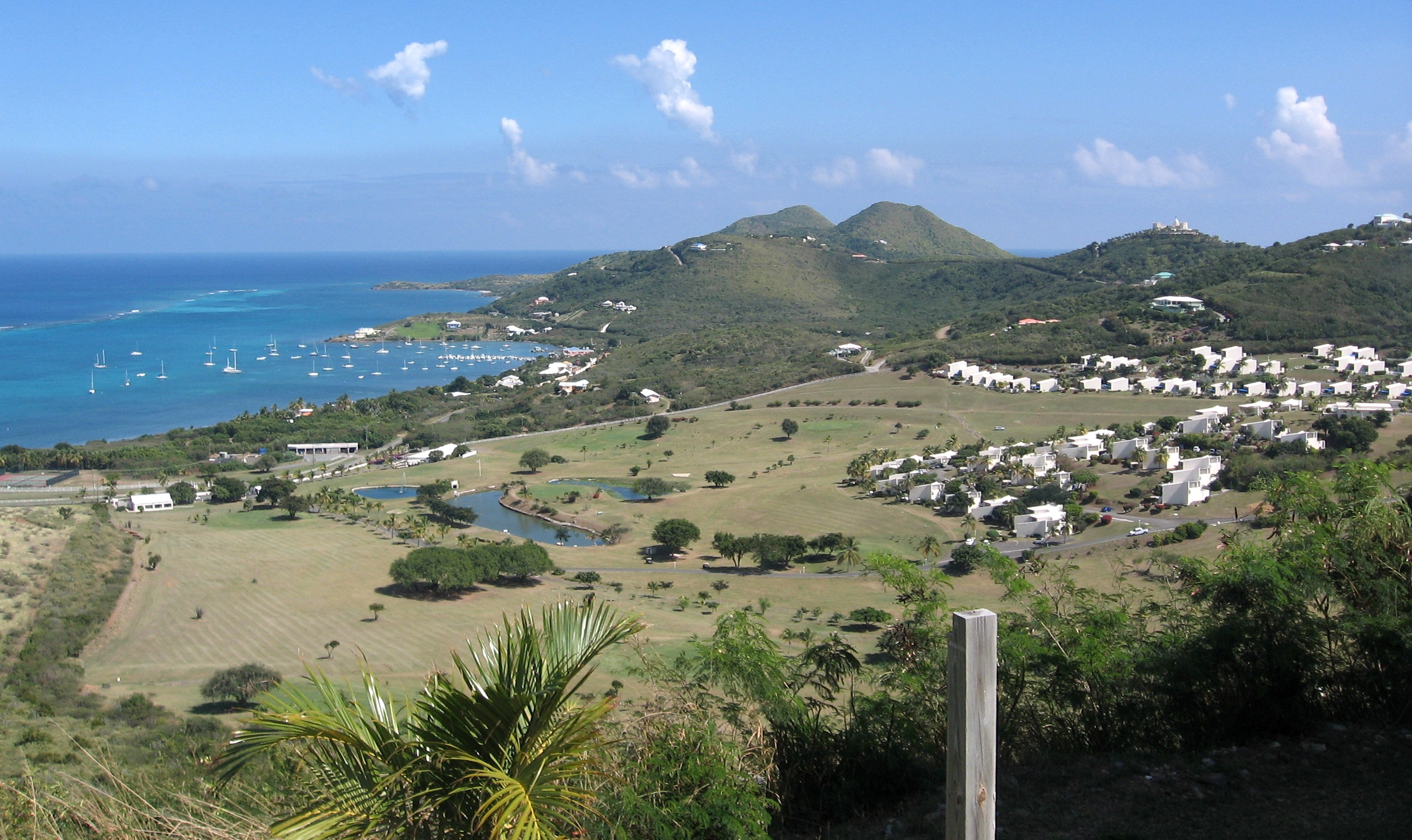
Іст-Енд острова Санта-Крус

### Узбережжя

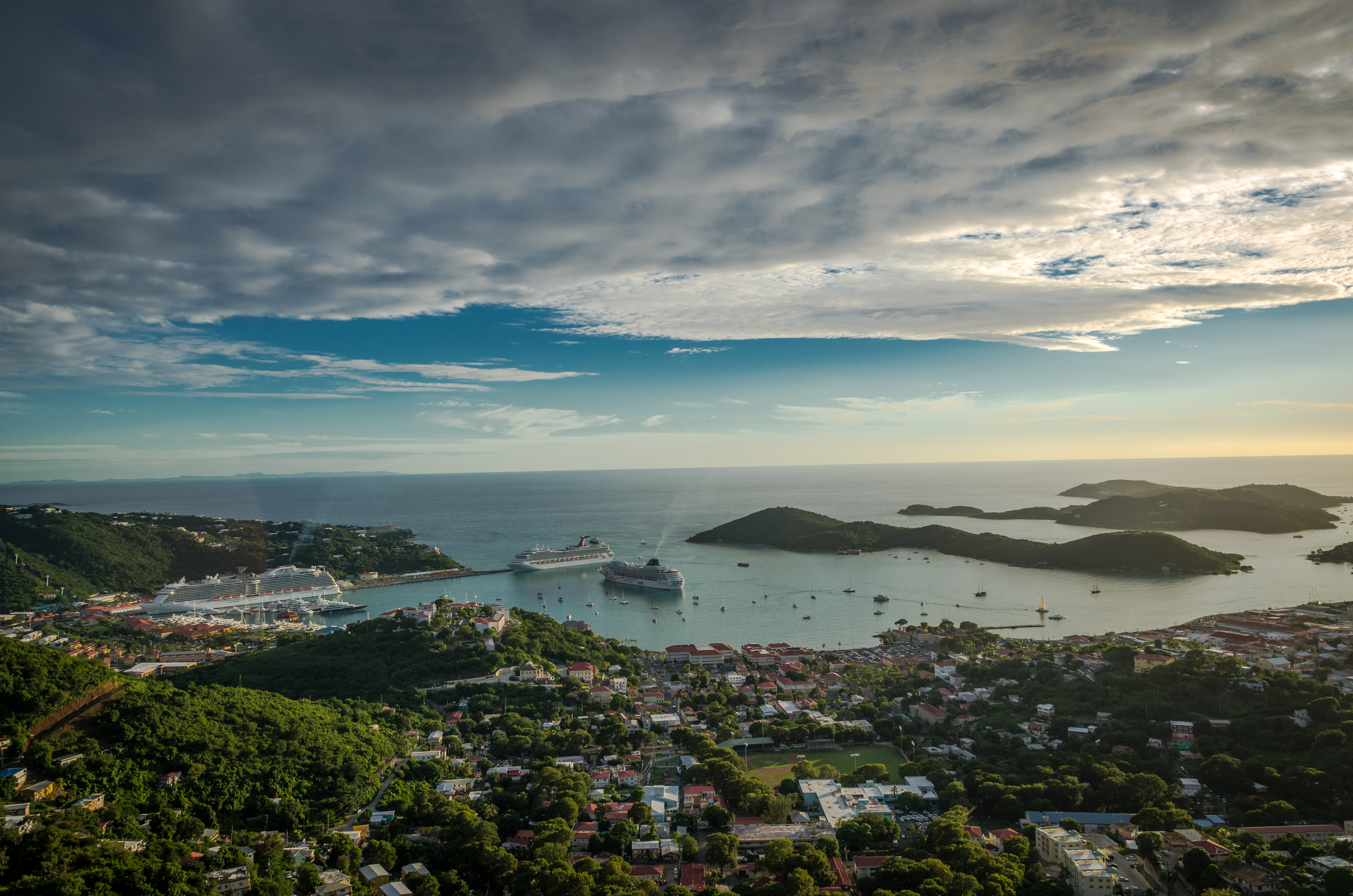
Бухта Шарлоти-Амалії на острові Сент-Томас
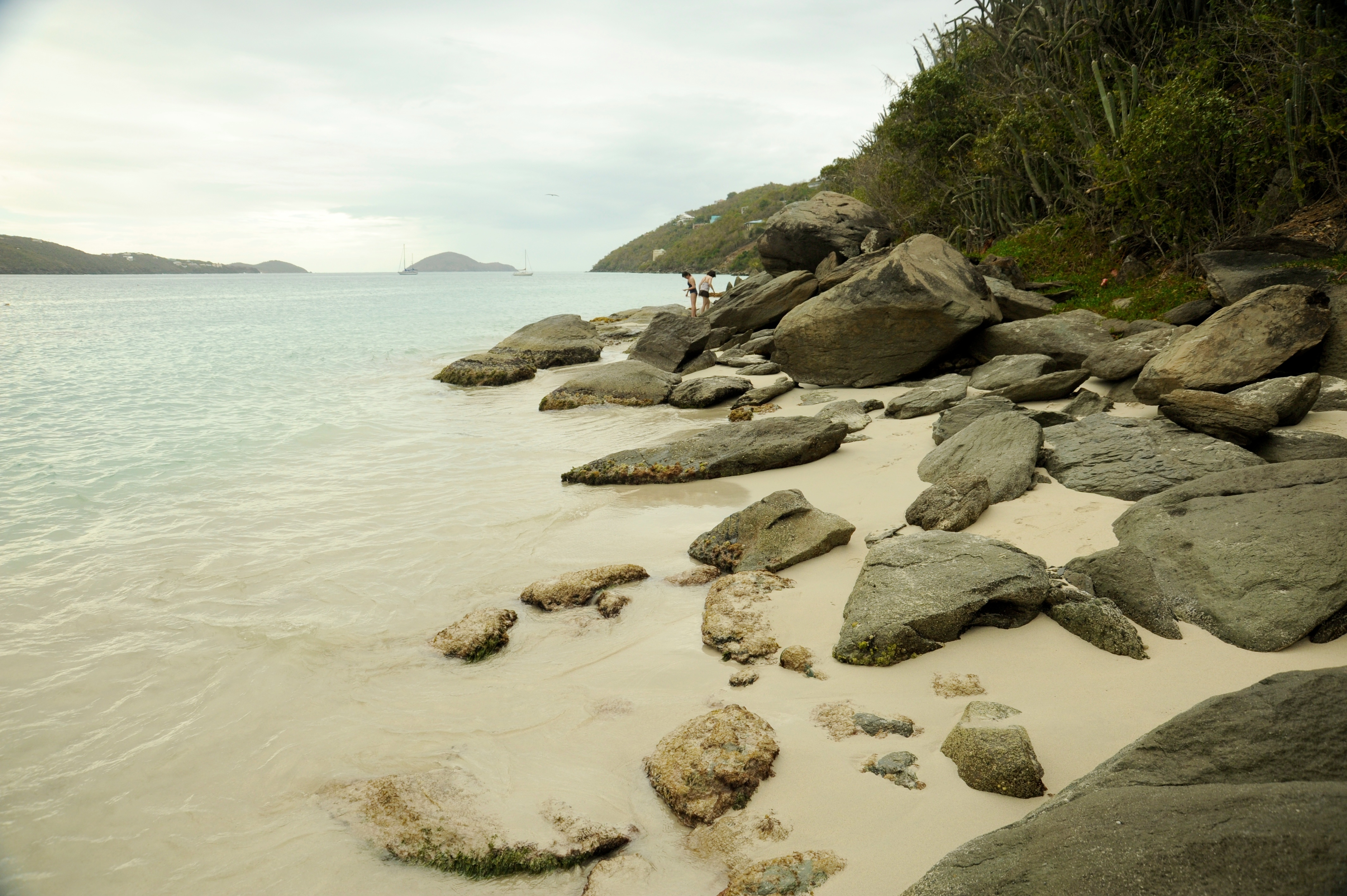
Магенс-Бей на острові Сент-Томас
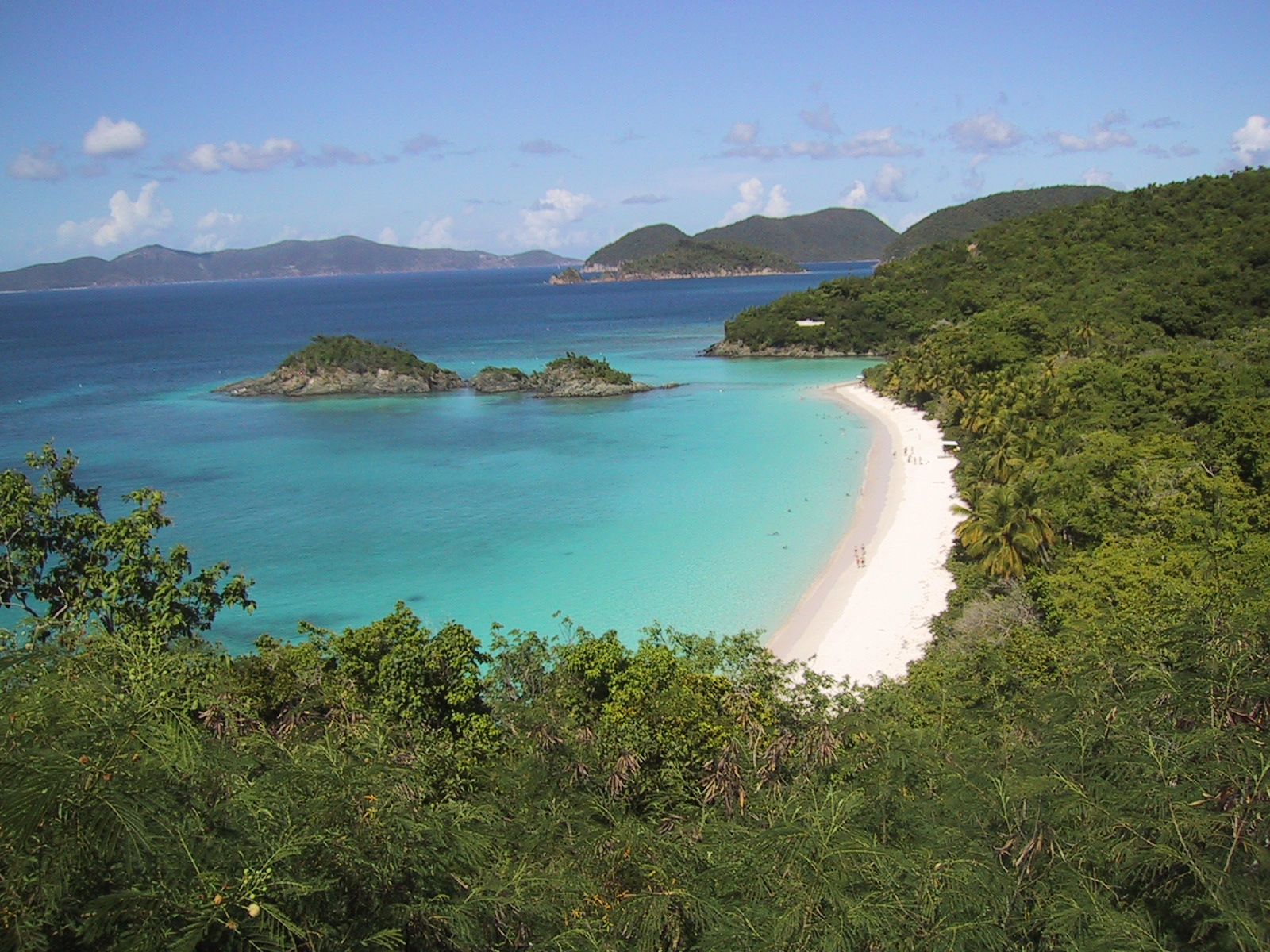
Транк-Бей на острові Сент-Джон
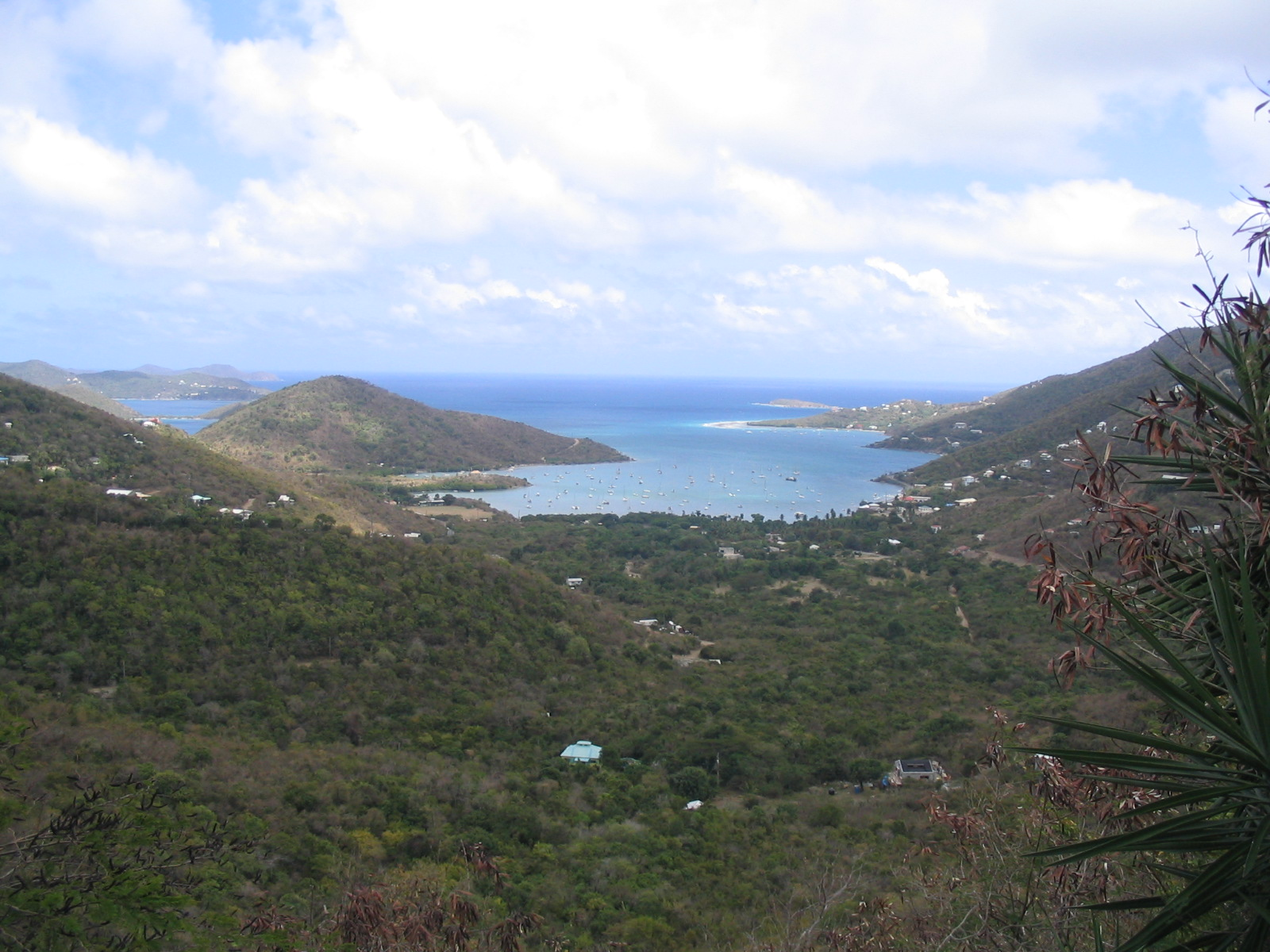
Бухта Корал-Бей на острові Сент-Джон
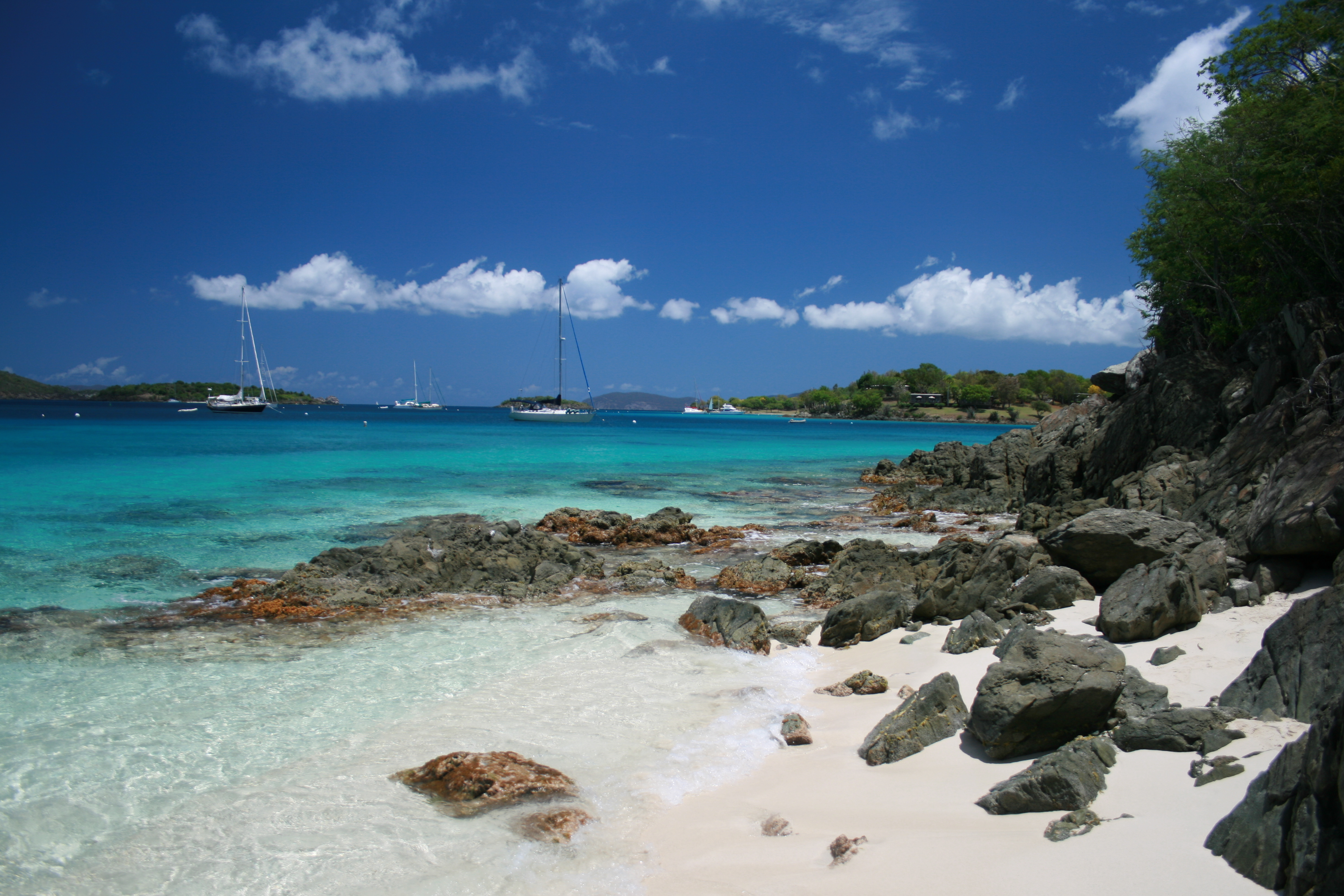
Пляж Ханімун-Біч на острові Сент-Джон

### Острови

Острови
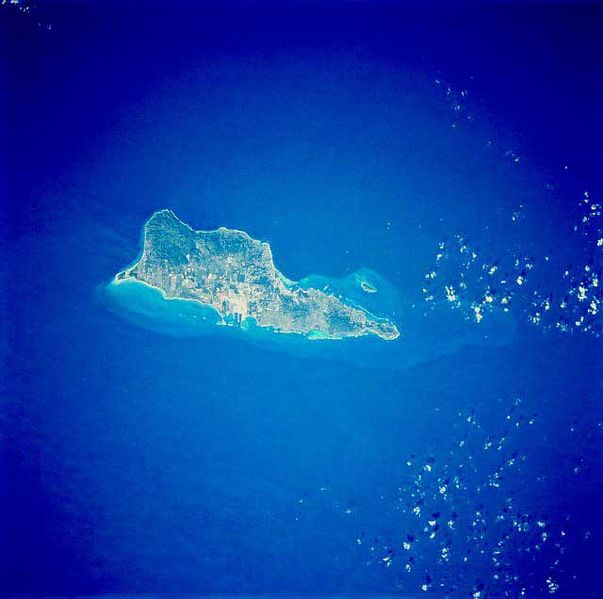
Санта-Крус з космосу
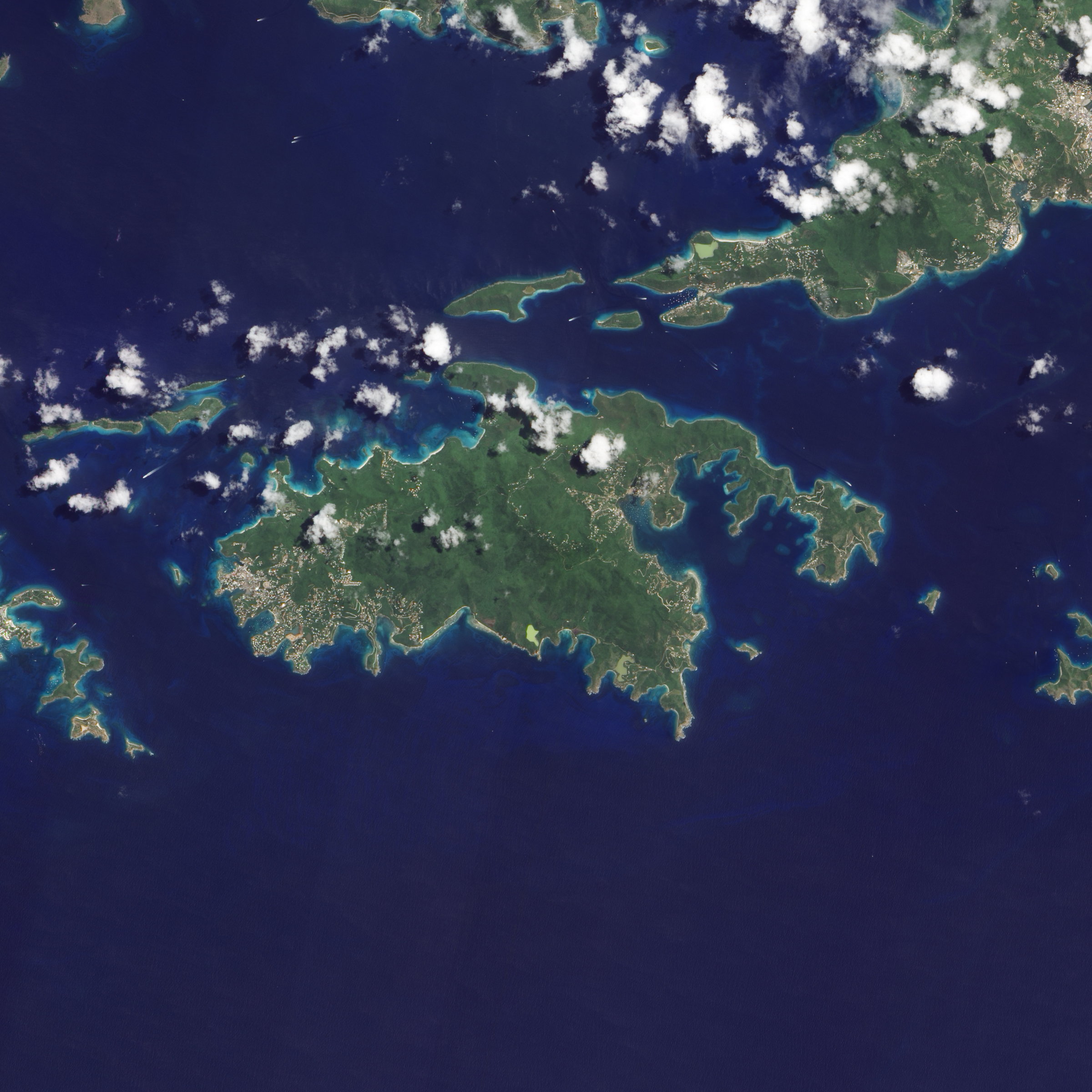
Сент-Джон з космосу
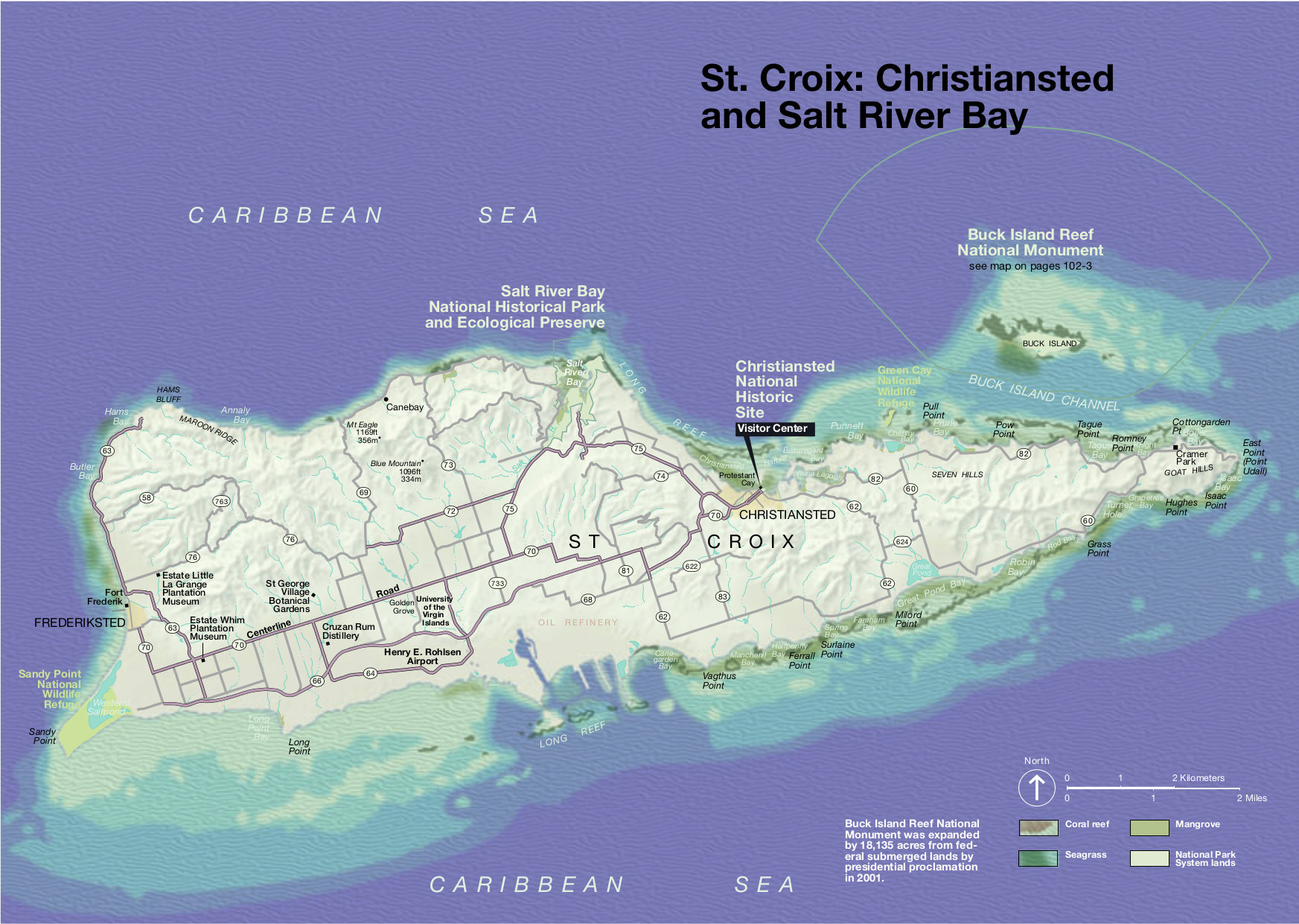
Карта острова Санта-Крус
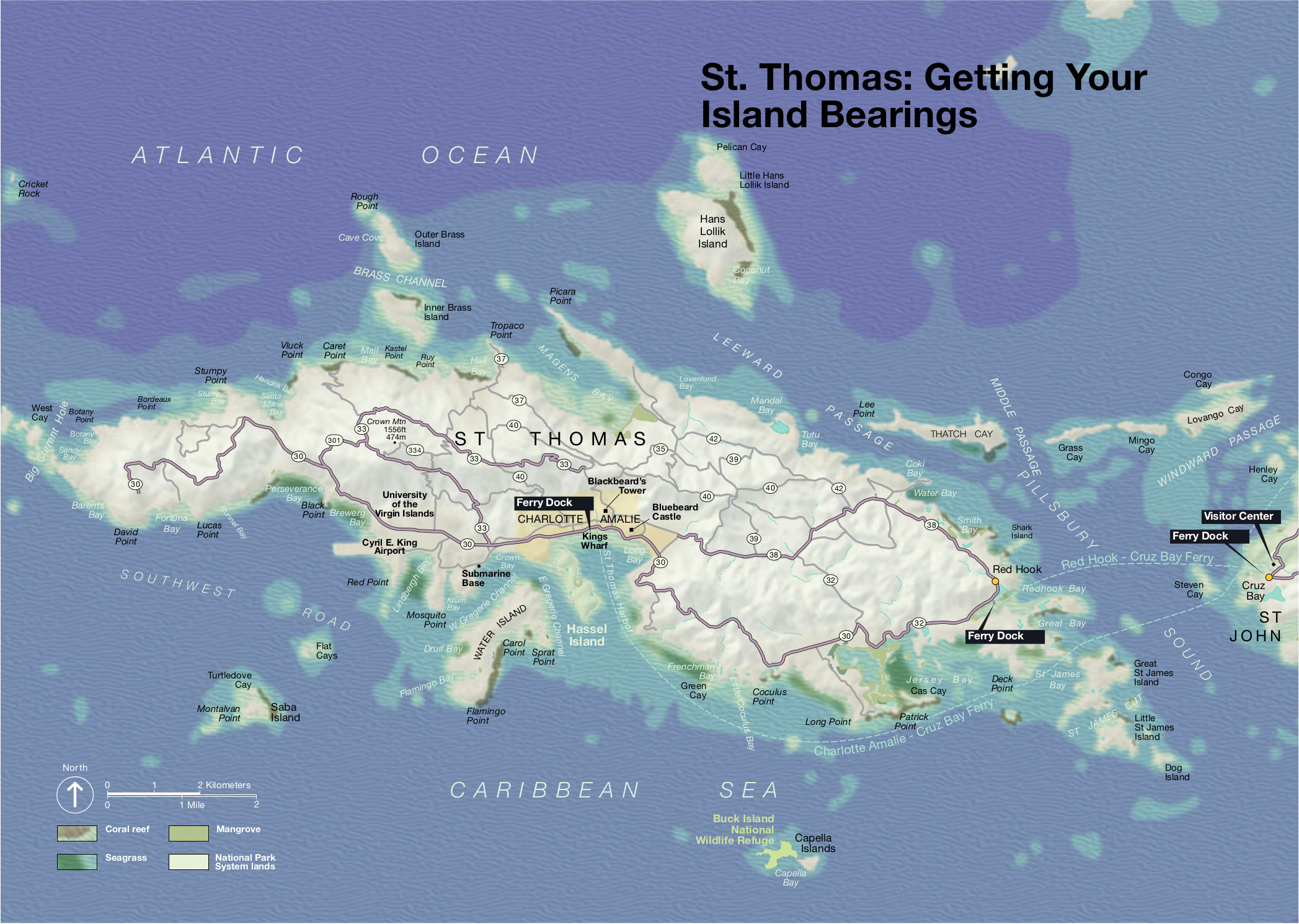
Карта острова Сент-Томас
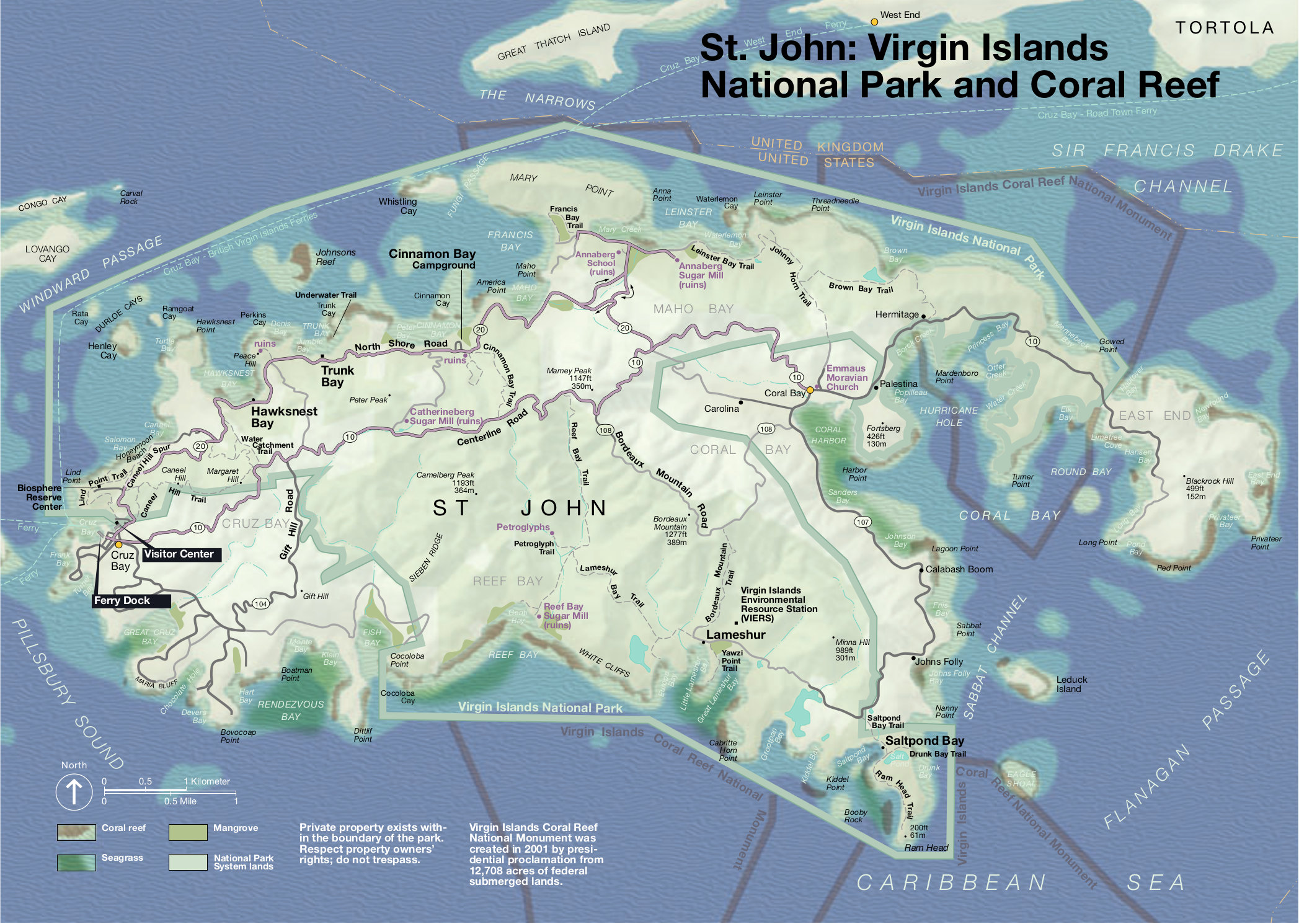
Карта острова Сент-Джон

## Клімат
Територія Американських Віргінських Островів лежить у тропічному кліматичному поясі. Увесь рік панують тропічні повітряні маси. Сезонний хід температури повітря чітко відстежується. Переважають східні пасатні вітри, достатнє зволоження (на підвітряних схилах відчувається значний дефіцит вологи). У теплий сезон з морів та океанів часто надходять тропічні циклони.

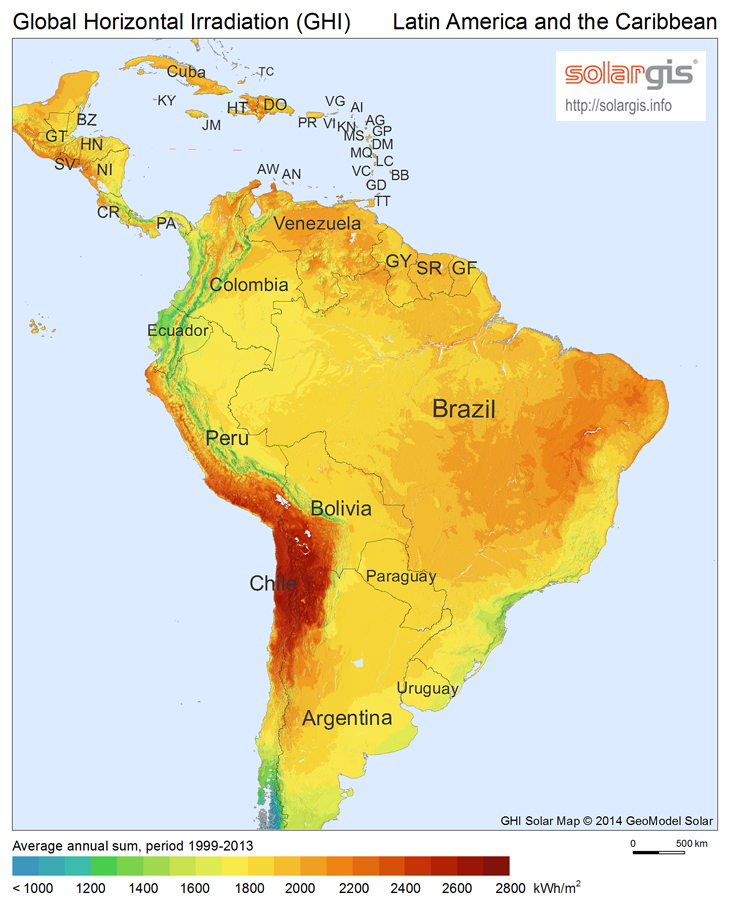
Сонячна радіація (англ.)
Кліматична карта Антильських островів за Кеппеном
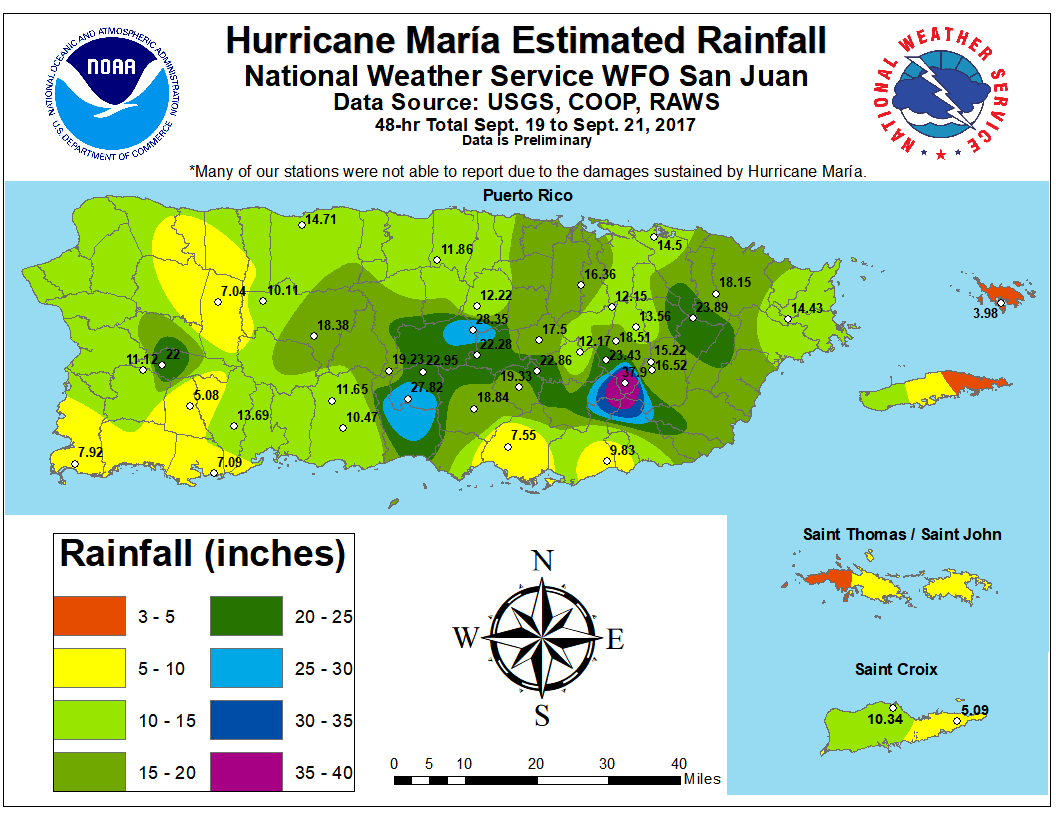
Карта розподілу атмосферних опадів на Пуерто-Рико і Віргінах

Американські Віргінські Острови не є членом Всесвітньої метеорологічної організації (WMO), інтереси країни в міжнародній організації представляють США.

## Внутрішні води
Станом на 2012 рік в країні налічувалось 1 км² зрошуваних земель.

Гідрографічна мережа Американських Віргінських ОстровівГідрографічна мережа Американських Віргінських Островів

### Річки
Річки країни належать басейну Атлантичного океану.

## Рослинність

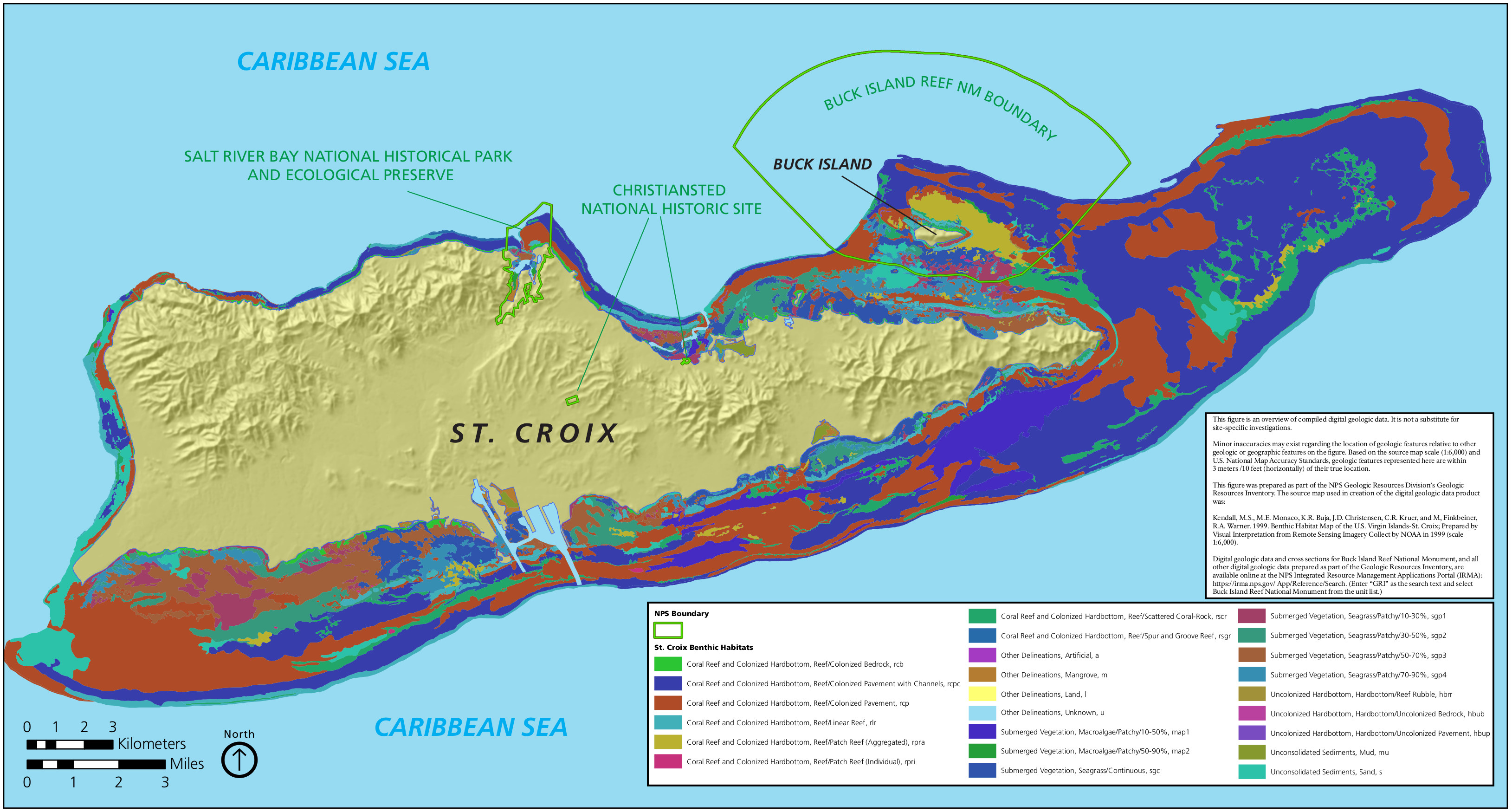
Карта рослинного покриву острова Санта-Крус
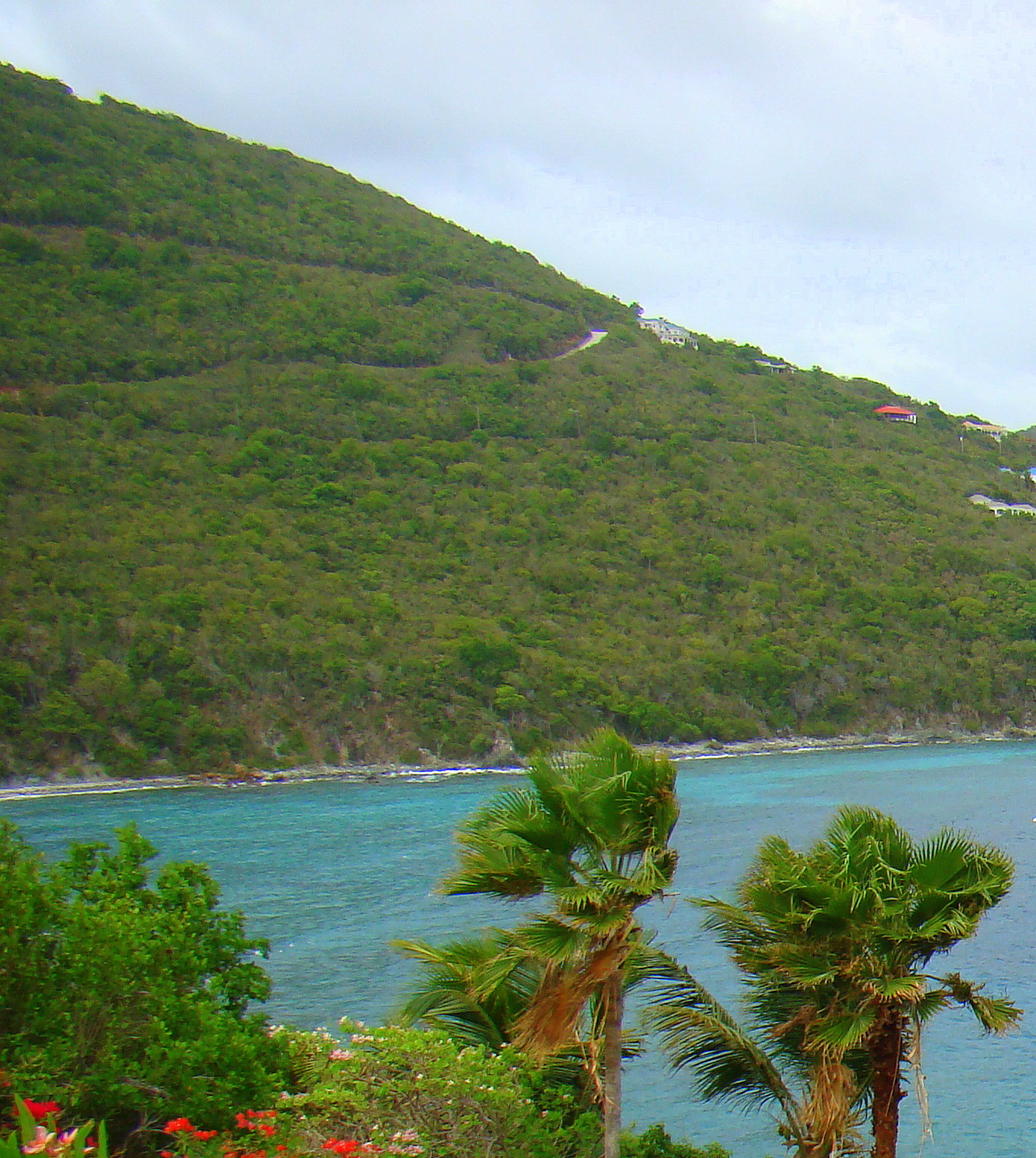
Рослинність острова Сент-Джон
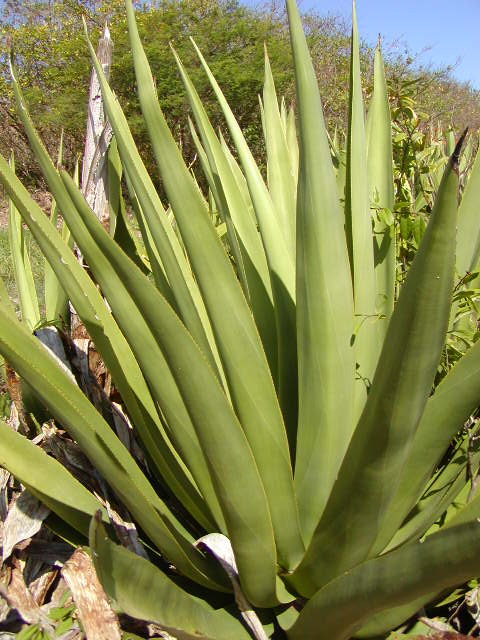
Агава
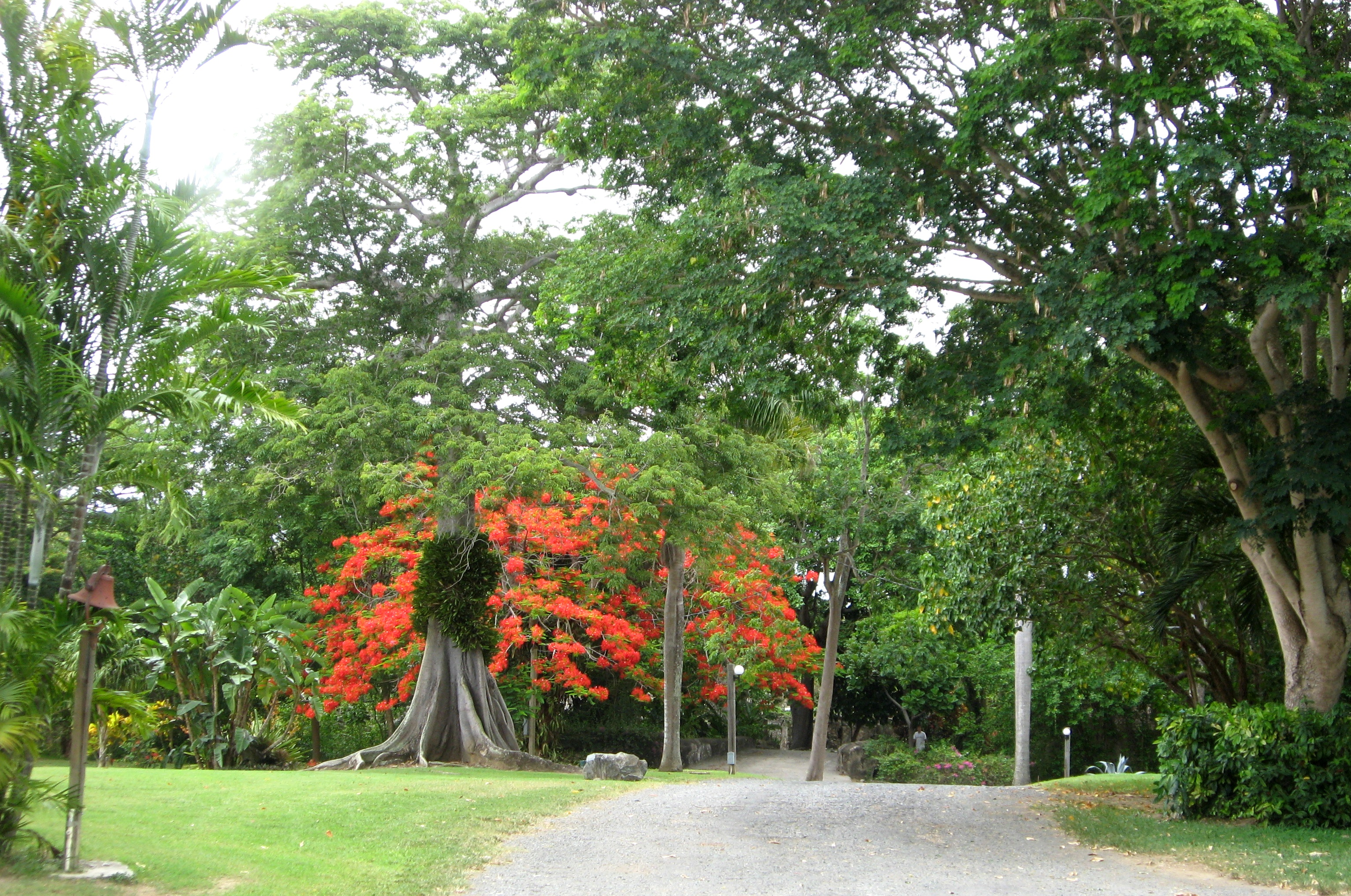
Ботанічний сад Сент-Джордж-Віллідж

Земельні ресурси Американських Віргінських Островів (оцінка 2011 року):
- придатні для сільськогосподарського обробітку землі — 11,5 %,
  - орні землі — 2,9 %,
  - багаторічні насадження — 2,9 %,
  - землі, що постійно використовуються під пасовища — 5,7 %;
- землі, зайняті лісами і чагарниками — 57,4 %;
- інше — 31,1 %[1].

## Тваринний світ
У зоогеографічному відношенні територія країни відноситься до Антильської підобласті Неотропічної області.

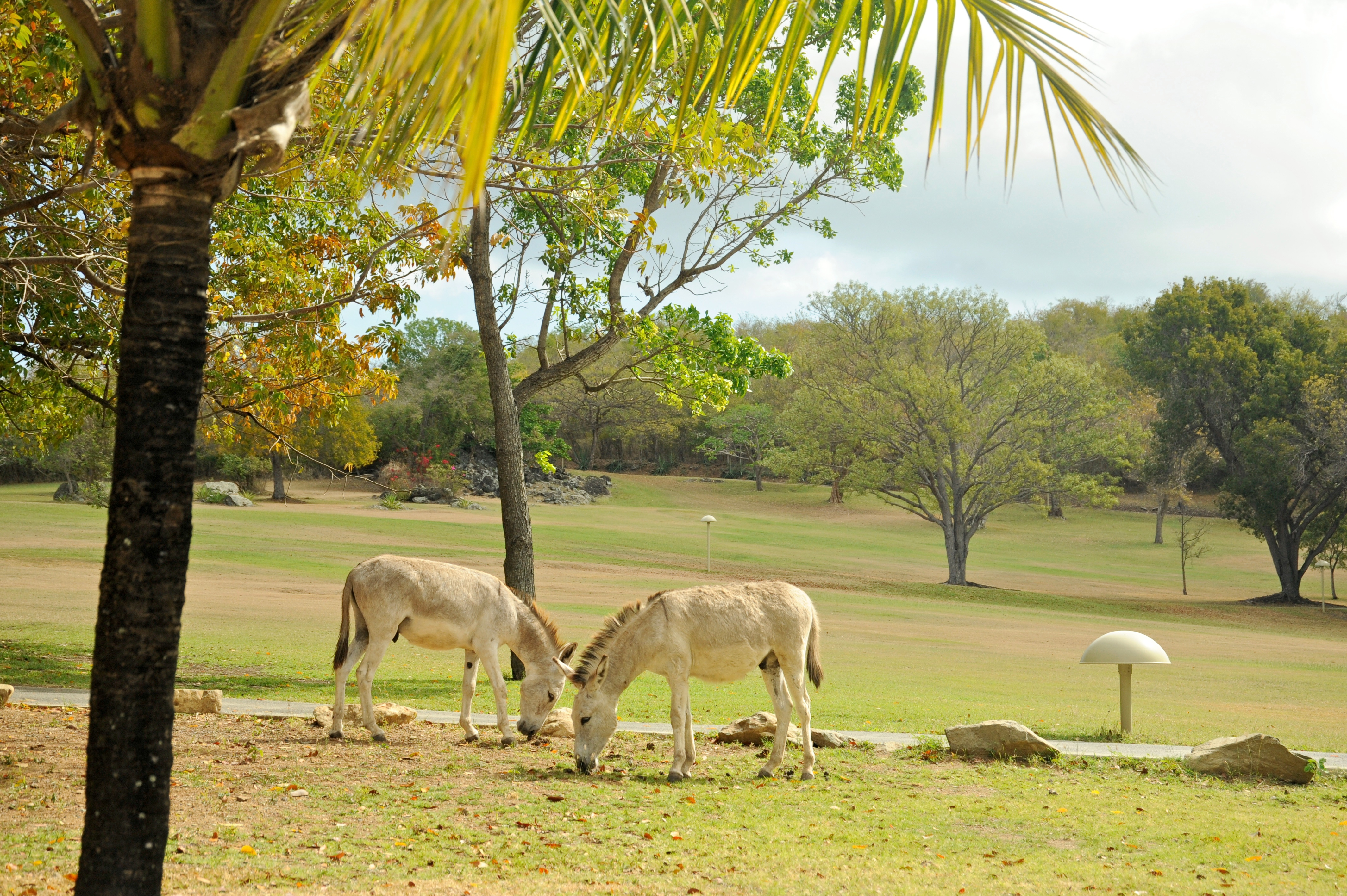
Дикі віслюки
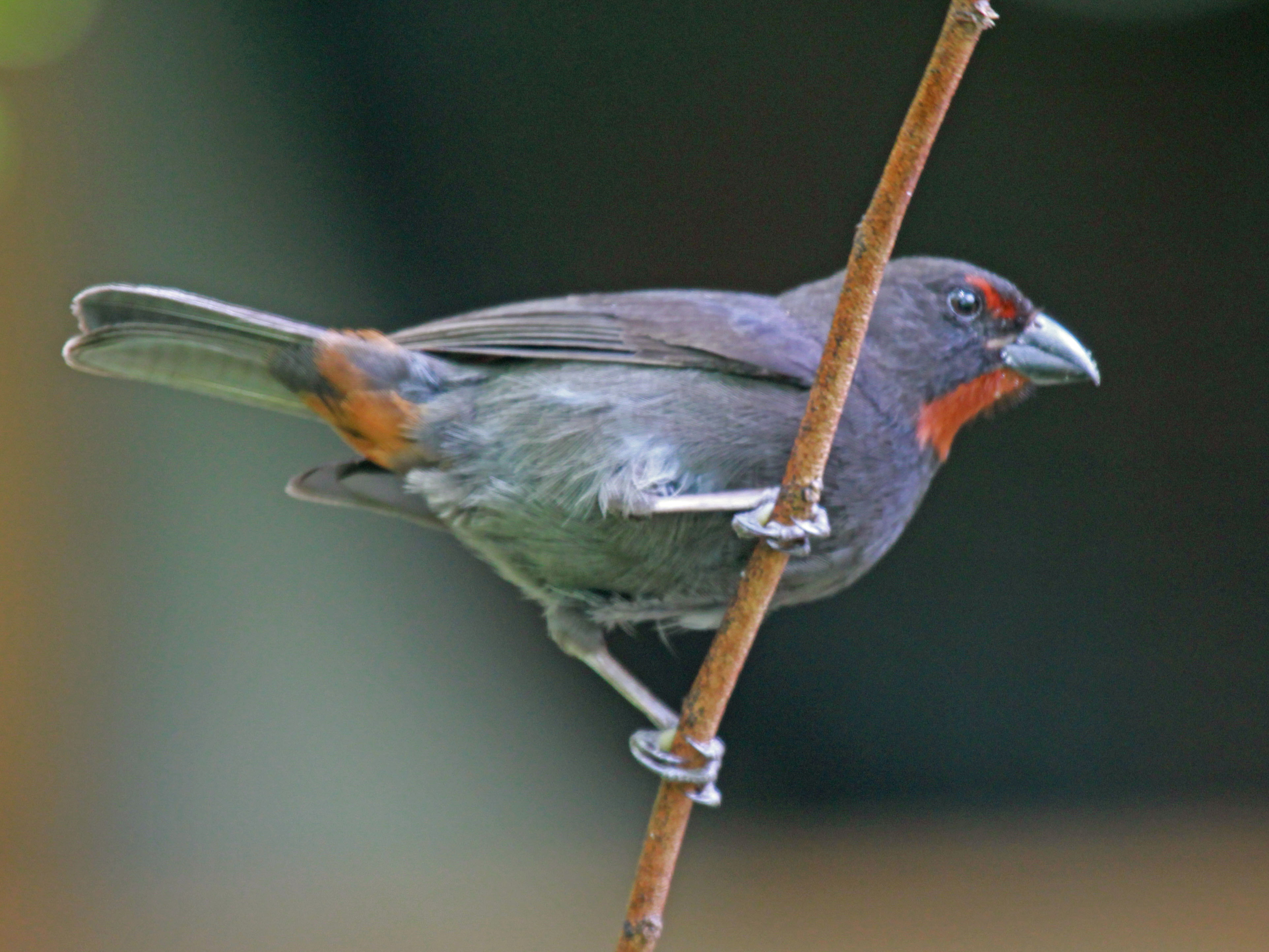
Малий антильський снігур
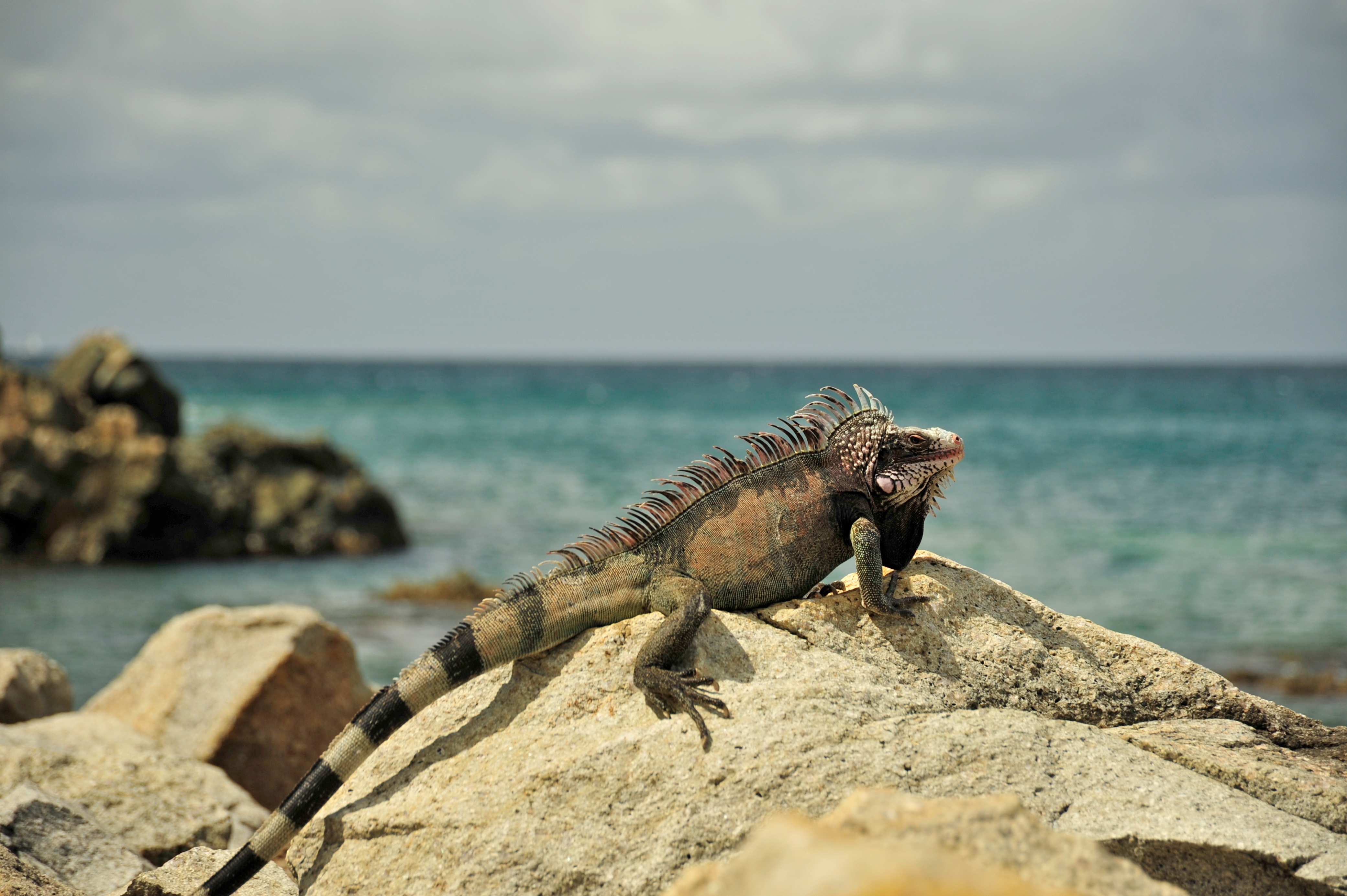
Ігуана
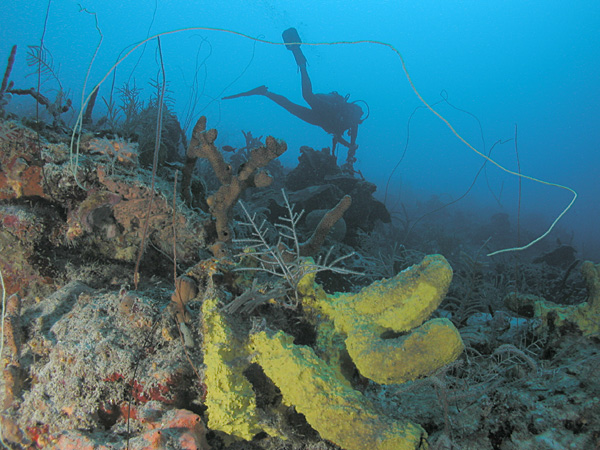
Кораловий риф
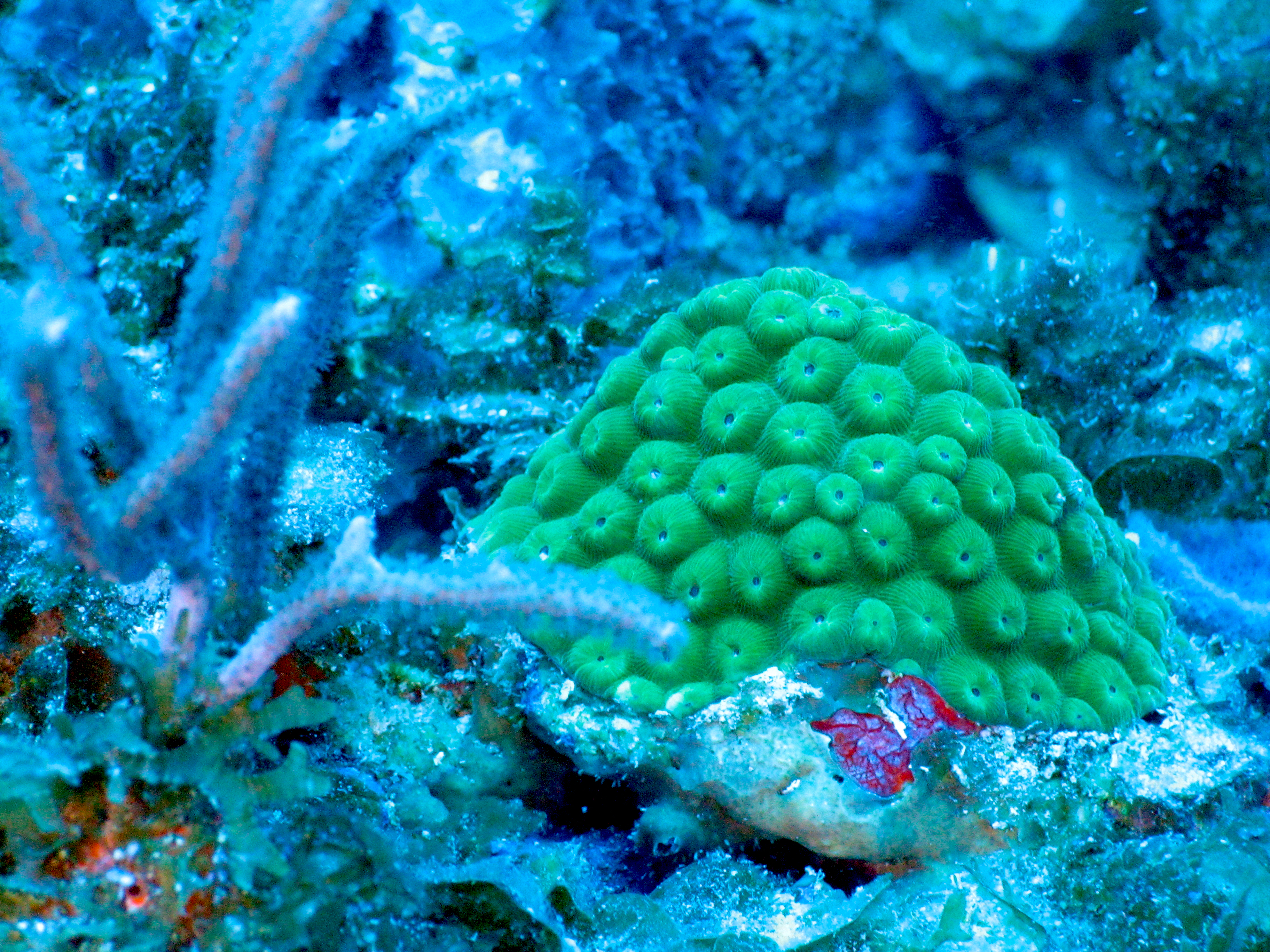
Колонія коралів

## Охорона природи

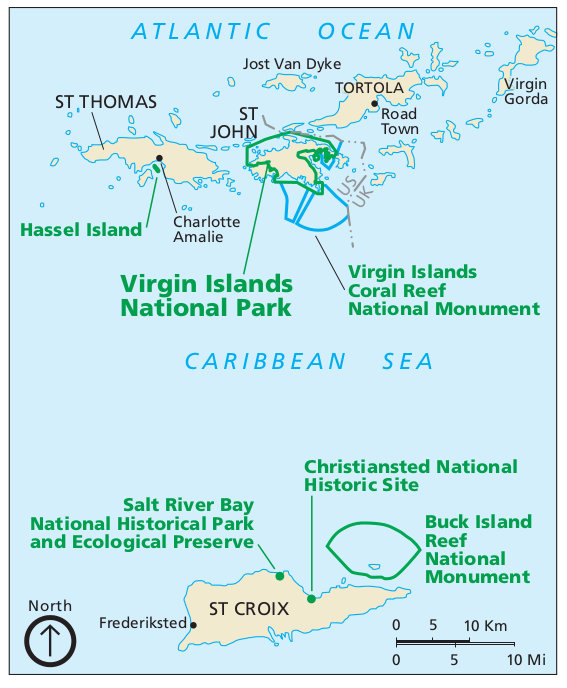
Природоохоронні території країни

## Стихійні лиха та екологічні проблеми
На території країни спостерігаються небезпечні природні явища і стихійні лиха:
- нечасті урагани;
- часті посухи;
- нечасті землетруси[1].

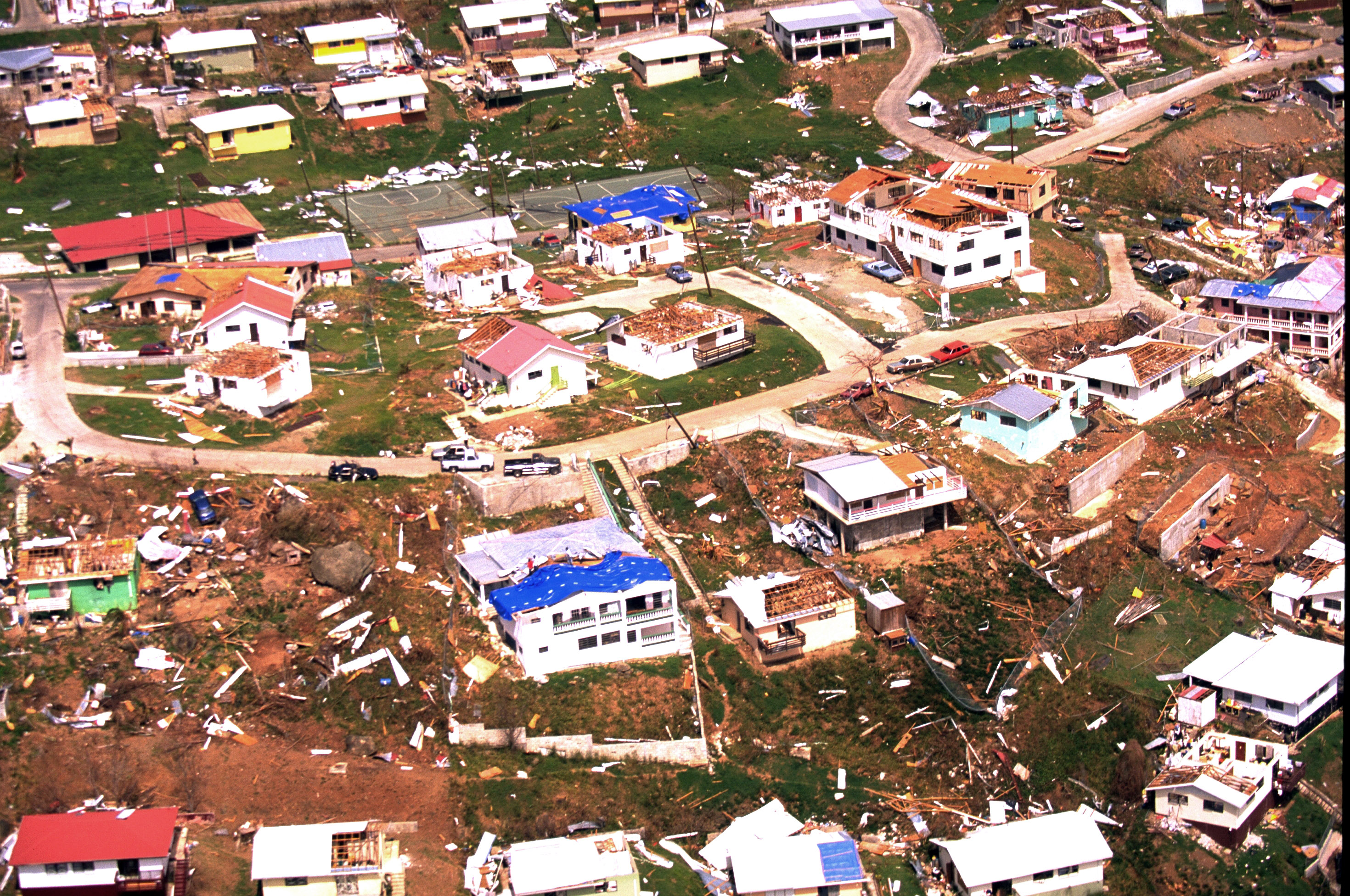
Наслідки урагану Мерилін, 1995 рік
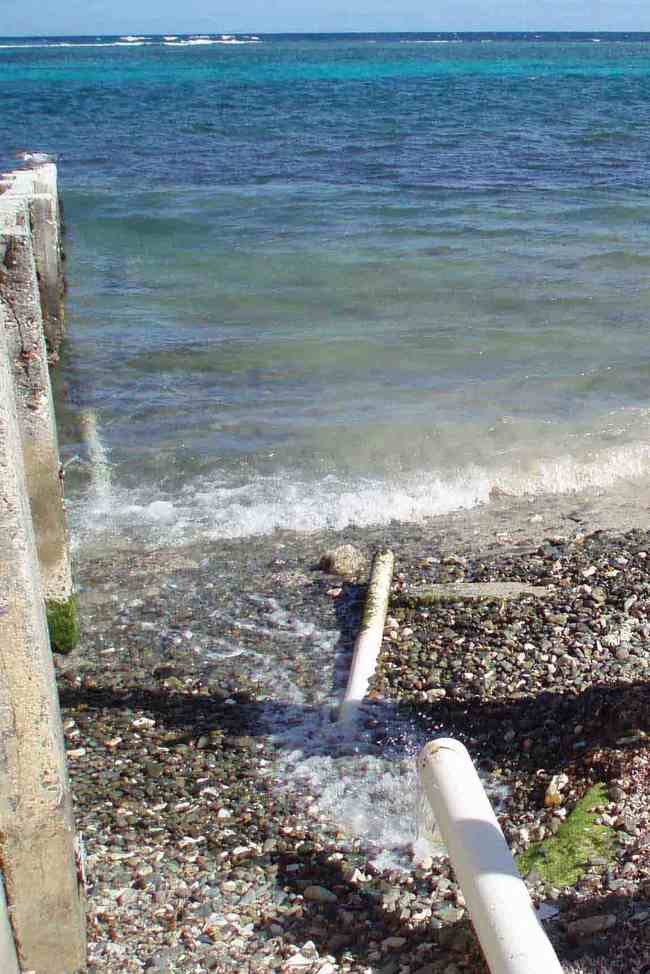
Скидання каналізаційних вод поруч з кораловими рифами

Серед екологічних проблем варто відзначити:
- дефіцит природних джерел питної води.

## Фізико-географічне районування
У фізико-географічному відношенні територію Американських Віргінських Островів можна розділити на 2 райони: група північних островів (Сент-Джон і Сент-Томас) і південний острів Санта-Крус з прилеглими острівцями і скелями. На розподіл рослинного покриву, кліматичних умов більше значення має географічне положення частин островів відносно північно-східного пасату навітряних (східні) та підвітряних (західні) схилів.

### Українською
- Атлас світу / голов. ред. І. С. Руденко ; зав. ред. В. В. Радченко ; відп. ред. О. В. Вакуленко. — К. : ДНВП «Картографія», 2005. — 336 с. — ISBN 9666315467.
- Атлас. 7 клас. Географія материків і океанів / Укладачі О. Я. Скуратович, Н. І. Чанцева. — К. : ДНВП «Картографія», 2014.
- Бєлозоров С. Т. Географія материків. — К. : Вища школа, 1971. — 371 с.
- Барановська О. В. Фізична географія материків і океанів : навч. посіб. для студентів ВНЗ : [у 2 ч.]. — Н. : Ніжинський державний університет ім. Миколи Гоголя, 2013. — 306 с. — ISBN 978-617-527-106-3.
- Американські Віргінські Острови // Гірничий енциклопедичний словник : [у 3-х тт.] / за ред. В. С. Білецького. — Д. : Східний видавничий дім, 2004. — Т. 3. — 752 с. — ISBN 966-7804-78-X.
- Дубович І. А. Країнознавчий словник-довідник. — 5-те вид., перероб. і доп. — К. : Знання, 2008. — 839 с. — ISBN 978-966-346-330-8.
- Економічна і соціальна географія країн світу. Навчальний посібник / За ред. Кузика С. П. — Л. : Світ, 2002. — 672 с. — ISBN 966-603-178-7.
- Панасенко Б. Д. Фізична географія материків : навч. посіб. : в 2 ч. — В. : ЕкоБізнесЦентр, 1999. — 200 с.
- Юрківський В. М. Регіональна економічна і соціальна географія. Зарубіжні країни: Підручник. — 2-ге. — К. : Либідь, 2001. — 416 с. — ISBN 966-06-0092-5.

### Англійською
- (англ.) Graham Bateman. The Encyclopedia of World Geography. — Andromeda, 2002. — 288 с. — ISBN 1871869587.
- (англ.) Donovan, Steven K.; Jackson, Trevor A. (1994). Caribbean Geology: An Introduction. University of West Indies. с. 289. ISBN 9764100333.

### Російською
- (рос.) Американские Виргинские Острова // Латинская Америка. Энциклопедический справочник [в 2-х тт.] / Главный редактор В. В. Вольский. — М. : Советская энциклопедия, 1979. — Т. 1. А-К. — 576 с.
- (рос.) Алисов Б. П., Берлин И. А., Михель В. М. Курс климатологии [в 3-х тт.] / под. ред. Е. С. Рубинштейн. — Л. : Гидрометеоиздат, 1954. — Т. 3. Климаты земного шара. — 320 с.
- (рос.) Апродов В. А. Вулканы. — М. : Мысль, 1982. — 368 с. — (Природа мира)
- (рос.) Апродов В. А. Зоны землетрясений. — М. : Мысль, 2010. — 462 с. — (Природа мира) — ISBN 978-5-244-01122-7.
- (рос.) Букштынов А. Д., Грошев Б. И., Крылов Г. В. Леса. — М. : Мысль, 1981. — 316 с. — (Природа мира)
- (рос.) Власова Т. В. Физическая география материков. С прилегающими частями океанов. Евразия, Северная Америка. — 4-е, перераб. — М. : Просвещение, 1986. — 417 с.
- (рос.) Гвоздецкий Н. А. Карст. — М. : Мысль, 1981. — 214 с. — (Природа мира)
- (рос.) Гвоздецкий Н. А., Голубчиков Ю. Н. Горы. — М. : Мысль, 1987. — 400 с. — (Природа мира)
- (рос.) Географический энциклопедический словарь: географические названия / под. ред. А. Ф. Трёшникова. — 2-е изд., доп. — М. : Советская энциклопедия, 1989. — 585 с. — ISBN 5-85270-057-6.
- (рос.) Дорст Ж. Центральная и Южная Америка. — М. : Прогресс, 1977. — 318 с. — (Континенты, на которых мы живем)
- (рос.) Исаченко А. Г., Шляпников А. А. Ландшафты. — М. : Мысль, 1989. — 504 с. — (Природа мира) — ISBN 5-244-00177-9.
- (рос.) Каплин П. А., Леонтьев О. К., Лукьянова С. А., Никифоров Л. Г. Берега. — М. : Мысль, 1991. — 480 с. — (Природа мира) — ISBN 5-244-00449-2.
- (рос.) Словарь современных географических названий / под общей редакцией акад. В. М. Котлякова. — Екатеринбург : У-Фактория, 2006.
- (рос.) Литвин В. М., Лымарев В. И. Острова. — М. : Мысль, 2010. — 288 с. — (Природа мира) — ISBN 978-5-244-01129-6.
- (рос.) Лобова Е. В., Хабаров А. В. Почвы. — М. : Мысль, 1983. — 304 с. — (Природа мира)
- (рос.) Максаковский В. П. Географическая картина мира. Книга I: Общая характеристика мира. — М. : Дрофа, 2008. — 495 с. — ISBN 978-5-358-05275-8.
- (рос.) Максаковский В. П. Географическая картина мира. Книга II: Региональная характеристика мира. — М. : Дрофа, 2009. — 480 с. — ISBN 978-5-358-06280-1.
- (рос.) Американские Виргинские Острова // Поспелов Е. М. Топонимический словарь. — М. : АСТ, 2005. — 229 с. — ISBN 5-17-016407-6.
- (рос.) География / под ред. проф. А. П. Горкина. — М. : Росмэн-Пресс, 2006. — 624 с. — (Современная иллюстрированная энциклопедия) — ISBN 5-353-02443-5.
- (рос.) Физико-географический атлас мира. — М. : Академия наук СССР и ГУГК СССР, 1964. — 298 с.
- (рос.) Энциклопедия стран мира / глав. ред. Н. А. Симония. — М. : НПО «Экономика» РАН, отделение общественных наук, 2004. — 1319 с. — ISBN 5-282-02318-0.